# Lista över fornlämningar i Halmstads kommun
Lista över fornlämningar i Halmstads kommun är en förteckning av ett urval av de fornlämningar som finns i Halmstads kommun.

## Breared
| Namn                    | Lämningstyp                 | Tillkomsttid | Historisk indelning | Plats | Läge                 | ID-nr          | Bild                                 |
| ----------------------- | --------------------------- | ------------ | ------------------- | ----- | -------------------- | -------------- | ------------------------------------ |
| Breared 7:1             | Hällristning                |              | Breared, Halland    |       | 56.830311, 13.253628 | 10143500070001 | Ladda upp en bild av detta fornminne |
| Breared 9:1             | Grav markerad av sten/block |              | Breared, Halland    |       | 56.838089, 13.242171 | 10143500090001 | Ladda upp en bild av detta fornminne |
| Dejlarör (Breared 28:1) | Stensättning                |              | Breared, Halland    |       | 56.737285, 13.158236 | 10143500280001 | Ladda upp en bild av detta fornminne |
| Breared 30:1            | Stensättning                |              | Breared, Halland    |       | 56.796590, 13.209360 | 10143500300001 | Ladda upp en bild av detta fornminne |
| Breared 30:2            | Stensättning                |              | Breared, Halland    |       | 56.796237, 13.209409 | 10143500300002 | Ladda upp en bild av detta fornminne |
| Breared 30:3            | Stenkrets                   |              | Breared, Halland    |       | 56.796297, 13.210103 | 10143500300003 | Ladda upp en bild av detta fornminne |
| Breared 30:4            | Stenkrets                   |              | Breared, Halland    |       | 56.796403, 13.210217 | 10143500300004 | Ladda upp en bild av detta fornminne |
| Breared 30:5            | Stensättning                |              | Breared, Halland    |       | 56.796264, 13.210959 | 10143500300005 | Ladda upp en bild av detta fornminne |
| Breared 32:1            | Gravfält                    |              | Breared, Halland    |       | 56.781449, 13.237646 | 10143500320001 | Ladda upp en bild av detta fornminne |
| Breared 42:1            | Hällristning                |              | Breared, Halland    |       | 56.730456, 13.146299 | 10143500420001 | Ladda upp en bild av detta fornminne |
| Breared 56:1            | Stensättning                |              | Breared, Halland    |       | 56.720038, 13.137000 | 10143500560001 | Ladda upp en bild av detta fornminne |
| Breared 83:1            | Järnåldersdös               |              | Breared, Halland    |       | 56.781152, 13.237390 | 10143500830001 | Ladda upp en bild av detta fornminne |
| Breared 83:2            | Grav markerad av sten/block |              | Breared, Halland    |       | 56.781206, 13.237148 | 10143500830002 | Ladda upp en bild av detta fornminne |
| Breared 83:3            | Grav markerad av sten/block |              | Breared, Halland    |       | 56.781135, 13.236948 | 10143500830003 | Ladda upp en bild av detta fornminne |
| Breared 83:4            | Stensättning                |              | Breared, Halland    |       | 56.781362, 13.236680 | 10143500830004 | Ladda upp en bild av detta fornminne |
| Breared 83:5            | Grav markerad av sten/block |              | Breared, Halland    |       | 56.781203, 13.236356 | 10143500830005 | Ladda upp en bild av detta fornminne |
| Breared 83:6            | Grav markerad av sten/block |              | Breared, Halland    |       | 56.781203, 13.236222 | 10143500830006 | Ladda upp en bild av detta fornminne |
| Breared 83:7            | Hög                         |              | Breared, Halland    |       | 56.781047, 13.236141 | 10143500830007 | Ladda upp en bild av detta fornminne |

## Eldsberga
| Namn                       | Lämningstyp             | Tillkomsttid | Historisk indelning | Plats | Läge                 | ID-nr          | Bild                                      |
| -------------------------- | ----------------------- | ------------ | ------------------- | ----- | -------------------- | -------------- | ----------------------------------------- |
| Eldsberga 1:1              | Hög                     |              | Eldsberga, Halland  |       | 56.582143, 12.970758 | 10143900010001 | Ladda upp en bild av detta fornminne      |
| Eldsberga 2:1              | Hög                     |              | Eldsberga, Halland  |       | 56.584368, 12.969150 | 10143900020001 | Ladda upp en till bild av detta fornminne |
| Eldsberga 3:1              | Hög                     |              | Eldsberga, Halland  |       | 56.584833, 12.968636 | 10143900030001 | Ladda upp en till bild av detta fornminne |
| Eldsberga 4:1              | Hög                     |              | Eldsberga, Halland  |       | 56.585402, 12.968098 | 10143900040001 | Ladda upp en till bild av detta fornminne |
| Eldsberga 4:2              | Hög                     |              | Eldsberga, Halland  |       | 56.585620, 12.968515 | 10143900040002 | Ladda upp en bild av detta fornminne      |
| Eldsberga 4:3              | Hög                     |              | Eldsberga, Halland  |       | 56.585999, 12.968397 | 10143900040003 | Ladda upp en bild av detta fornminne      |
| Eldsberga 4:4              | Hög                     |              | Eldsberga, Halland  |       | 56.585806, 12.967667 | 10143900040004 | Ladda upp en bild av detta fornminne      |
| Eldsberga 5:1              | Hög                     |              | Eldsberga, Halland  |       | 56.588704, 12.968474 | 10143900050001 | Ladda upp en bild av detta fornminne      |
| Eldsberga 6:1              | Hög                     |              | Eldsberga, Halland  |       | 56.590469, 12.969531 | 10143900060001 | Ladda upp en bild av detta fornminne      |
| Eldsberga 8:1              | Stensättning            |              | Eldsberga, Halland  |       | 56.595868, 12.987577 | 10143900080001 | Ladda upp en bild av detta fornminne      |
| Eldsberga 8:2              | Stensättning            |              | Eldsberga, Halland  |       | 56.595895, 12.987829 | 10143900080002 | Ladda upp en bild av detta fornminne      |
| Eldsberga 10:1             | Hög                     |              | Eldsberga, Halland  |       | 56.593818, 12.990491 | 10143900100001 | Ladda upp en bild av detta fornminne      |
| Eldsberga 11:1             | Hög                     |              | Eldsberga, Halland  |       | 56.595905, 12.977201 | 10143900110001 | Ladda upp en bild av detta fornminne      |
| Eldsberga 12:1             | Hög                     |              | Eldsberga, Halland  |       | 56.596891, 12.977819 | 10143900120001 | Ladda upp en bild av detta fornminne      |
| Eldsberga 13:1             | Hög                     |              | Eldsberga, Halland  |       | 56.597166, 12.978242 | 10143900130001 | Ladda upp en bild av detta fornminne      |
| Eldsberga 14:1             | Hög                     |              | Eldsberga, Halland  |       | 56.597372, 12.978872 | 10143900140001 | Ladda upp en bild av detta fornminne      |
| Eldsberga 16:1             | Hög                     |              | Eldsberga, Halland  |       | 56.621361, 13.038945 | 10143900160001 | Ladda upp en bild av detta fornminne      |
| Eldsberga 16:2             | Hög                     |              | Eldsberga, Halland  |       | 56.621084, 13.038921 | 10143900160002 | Ladda upp en bild av detta fornminne      |
| Eldsberga 16:3             | Hög                     |              | Eldsberga, Halland  |       | 56.621034, 13.038702 | 10143900160003 | Ladda upp en bild av detta fornminne      |
| Eldsberga 16:4             | Stensättning            |              | Eldsberga, Halland  |       | 56.620983, 13.038464 | 10143900160004 | Ladda upp en bild av detta fornminne      |
| Eldsberga 20:1             | Hög                     |              | Eldsberga, Halland  |       | 56.618661, 13.033431 | 10143900200001 | Ladda upp en bild av detta fornminne      |
| Tre högar (Eldsberga 26:1) | Hög                     |              | Eldsberga, Halland  |       | 56.616931, 13.034070 | 10143900260001 | Ladda upp en bild av detta fornminne      |
| Tre högar (Eldsberga 26:2) | Hög                     |              | Eldsberga, Halland  |       | 56.616698, 13.033542 | 10143900260002 | Ladda upp en bild av detta fornminne      |
| Tre högar (Eldsberga 26:3) | Hög                     |              | Eldsberga, Halland  |       | 56.616372, 13.033407 | 10143900260003 | Ladda upp en bild av detta fornminne      |
| Eldsberga 27:1             | Hög                     |              | Eldsberga, Halland  |       | 56.612119, 13.018208 | 10143900270001 | Ladda upp en bild av detta fornminne      |
| Eldsberga 28:1             | Hög                     |              | Eldsberga, Halland  |       | 56.614841, 13.020442 | 10143900280001 | Ladda upp en bild av detta fornminne      |
| Eldsberga 28:2             | Hög                     |              | Eldsberga, Halland  |       | 56.614772, 13.021142 | 10143900280002 | Ladda upp en bild av detta fornminne      |
| Eldsberga 29:1             | Hög                     |              | Eldsberga, Halland  |       | 56.616149, 13.024138 | 10143900290001 | Ladda upp en bild av detta fornminne      |
| Eldsberga 30:1             | Hög                     |              | Eldsberga, Halland  |       | 56.615303, 13.034091 | 10143900300001 | Ladda upp en bild av detta fornminne      |
| Eldsberga 31:1             | Hög                     |              | Eldsberga, Halland  |       | 56.613271, 13.030667 | 10143900310001 | Ladda upp en bild av detta fornminne      |
| Stavrör (Eldsberga 33:1)   | Stensättning            |              | Eldsberga, Halland  |       | 56.651524, 12.990949 | 10143900330001 | Ladda upp en bild av detta fornminne      |
| Stavrör (Eldsberga 33:2)   | Stensättning            |              | Eldsberga, Halland  |       | 56.651594, 12.991173 | 10143900330002 | Ladda upp en bild av detta fornminne      |
| Stavrör (Eldsberga 33:3)   | Stensättning            |              | Eldsberga, Halland  |       | 56.651427, 12.991163 | 10143900330003 | Ladda upp en bild av detta fornminne      |
| Eldsberga 38:1             | Hög                     |              | Eldsberga, Halland  |       | 56.610186, 13.021317 | 10143900380001 | Ladda upp en bild av detta fornminne      |
| Eldsberga 38:2             | Hög                     |              | Eldsberga, Halland  |       | 56.609742, 13.021265 | 10143900380002 | Ladda upp en bild av detta fornminne      |
| Eldsberga 39:1             | Hög                     |              | Eldsberga, Halland  |       | 56.609637, 13.022407 | 10143900390001 | Ladda upp en bild av detta fornminne      |
| Älvaberg (Eldsberga 40:1)  | Gravfält                |              | Eldsberga, Halland  |       | 56.608575, 13.025266 | 10143900400001 | Ladda upp en bild av detta fornminne      |
| Eldsberga 43:1             | Hög                     |              | Eldsberga, Halland  |       | 56.610947, 13.007589 | 10143900430001 | Ladda upp en bild av detta fornminne      |
| Eldsberga 43:2             | Hög                     |              | Eldsberga, Halland  |       | 56.610546, 13.007521 | 10143900430002 | Ladda upp en bild av detta fornminne      |
| Eldsberga 43:3             | Hög                     |              | Eldsberga, Halland  |       | 56.610327, 13.007467 | 10143900430003 | Ladda upp en bild av detta fornminne      |
| Eldsberga 44:1             | Hög                     |              | Eldsberga, Halland  |       | 56.609270, 13.006875 | 10143900440001 | Ladda upp en bild av detta fornminne      |
| Eldsberga 45:1             | Hög                     |              | Eldsberga, Halland  |       | 56.610388, 13.003089 | 10143900450001 | Ladda upp en bild av detta fornminne      |
| Eldsberga 45:2             | Hög                     |              | Eldsberga, Halland  |       | 56.610208, 13.002788 | 10143900450002 | Ladda upp en bild av detta fornminne      |
| Eldsberga 46:1             | Hög                     |              | Eldsberga, Halland  |       | 56.603798, 13.000386 | 10143900460001 | Ladda upp en bild av detta fornminne      |
| Eldsberga 47:1             | Hög                     |              | Eldsberga, Halland  |       | 56.603897, 13.005262 | 10143900470001 | Ladda upp en bild av detta fornminne      |
| Eldsberga 48:1             | Stenkammargrav          |              | Eldsberga, Halland  |       | 56.603347, 13.004541 | 10143900480001 | Ladda upp en bild av detta fornminne      |
| Eldsberga 48:2             | Hög                     |              | Eldsberga, Halland  |       | 56.603349, 13.003883 | 10143900480002 | Ladda upp en bild av detta fornminne      |
| Eldsberga 48:3             | Hög                     |              | Eldsberga, Halland  |       | 56.602955, 13.003680 | 10143900480003 | Ladda upp en bild av detta fornminne      |
| Eldsberga 49:1             | Hög                     |              | Eldsberga, Halland  |       | 56.580475, 12.971911 | 10143900490001 | Ladda upp en bild av detta fornminne      |
| Eldsberga 56:1             | Hög                     |              | Eldsberga, Halland  |       | 56.607101, 13.007556 | 10143900560001 | Ladda upp en bild av detta fornminne      |
| Eldsberga 95:1             | Hög                     |              | Eldsberga, Halland  |       | 56.597582, 12.979615 | 10143900950001 | Ladda upp en bild av detta fornminne      |
| Eldsberga 115:1            | Hög                     |              | Eldsberga, Halland  |       | 56.615211, 13.037304 | 10143901150001 | Ladda upp en bild av detta fornminne      |
| Eldsberga 115:2            | Hög                     |              | Eldsberga, Halland  |       | 56.615857, 13.037470 | 10143901150002 | Ladda upp en bild av detta fornminne      |
| Eldsberga 128:1            | Grav- och boplatsområde |              | Eldsberga, Halland  |       | 56.600011, 12.980946 | 10143901280001 | Ladda upp en bild av detta fornminne      |
| Eldsberga 144              | Stensättning            |              | Eldsberga, Halland  |       | 56.626132, 12.964093 | 12000000135899 | Ladda upp en bild av detta fornminne      |

## Enslöv
| Namn                       | Lämningstyp                      | Tillkomsttid | Historisk indelning | Plats | Läge                 | ID-nr          | Bild                                      |
| -------------------------- | -------------------------------- | ------------ | ------------------- | ----- | -------------------- | -------------- | ----------------------------------------- |
| Resesten (Enslöv 1:1)      | Grav markerad av sten/block      |              | Enslöv, Halland     |       | 56.803476, 13.021587 | 10144000010001 | Ladda upp en bild av detta fornminne      |
| Enslöv 9:1                 | Husgrund, förhistorisk/medeltida |              | Enslöv, Halland     |       | 56.795197, 13.005799 | 10144000090001 | Ladda upp en bild av detta fornminne      |
| Virsehatt (Enslöv 11:1)    | Fornborg                         |              | Enslöv, Halland     |       | 56.796531, 13.020000 | 10144000110001 | Ladda upp en bild av detta fornminne      |
| Enslöv 12:1                | Stenkrets                        |              | Enslöv, Halland     |       | 56.793736, 13.018102 | 10144000120001 | Ladda upp en bild av detta fornminne      |
| Enslöv 12:2                | Röse                             |              | Enslöv, Halland     |       | 56.793921, 13.018240 | 10144000120002 | Ladda upp en bild av detta fornminne      |
| Enslöv 14:1                | Stensättning                     |              | Enslöv, Halland     |       | 56.793349, 12.998714 | 10144000140001 | Ladda upp en bild av detta fornminne      |
| Enslöv 16:1                | Stenkrets                        |              | Enslöv, Halland     |       | 56.789438, 13.011367 | 10144000160001 | Ladda upp en bild av detta fornminne      |
| Enslöv 16:2                | Stenkrets                        |              | Enslöv, Halland     |       | 56.789373, 13.011526 | 10144000160002 | Ladda upp en bild av detta fornminne      |
| Enslöv 16:3                | Stenkrets                        |              | Enslöv, Halland     |       | 56.789472, 13.011558 | 10144000160003 | Ladda upp en bild av detta fornminne      |
| Enslöv 19:1                | Hällristning                     |              | Enslöv, Halland     |       | 56.867141, 13.149506 | 10144000190001 | Ladda upp en bild av detta fornminne      |
| Enslöv 19:2                | Hällristning                     |              | Enslöv, Halland     |       | 56.867187, 13.149411 | 10144000190002 | Ladda upp en bild av detta fornminne      |
| Enslöv 19:3                | Hällristning                     |              | Enslöv, Halland     |       | 56.867228, 13.149296 | 10144000190003 | Ladda upp en bild av detta fornminne      |
| Enslöv 19:4                | Hällristning                     |              | Enslöv, Halland     |       | 56.867132, 13.149559 | 10144000190004 | Ladda upp en bild av detta fornminne      |
| Enslöv 20:1                | Hällristning                     |              | Enslöv, Halland     |       | 56.834629, 13.148083 | 10144000200001 | Ladda upp en bild av detta fornminne      |
| Enslöv 30:1                | Hög                              |              | Enslöv, Halland     |       | 56.706071, 12.945229 | 10144000300001 | Ladda upp en bild av detta fornminne      |
| Enslöv 31:1                | Hög                              |              | Enslöv, Halland     |       | 56.705164, 12.946135 | 10144000310001 | Ladda upp en bild av detta fornminne      |
| Enslöv 32:1                | Hög                              |              | Enslöv, Halland     |       | 56.705828, 12.943664 | 10144000320001 | Ladda upp en bild av detta fornminne      |
| Sars hög (Enslöv 34:1)     | Hög                              |              | Enslöv, Halland     |       | 56.740275, 12.991081 | 10144000340001 | Ladda upp en bild av detta fornminne      |
| Bushög (Enslöv 35:1)       | Hög                              |              | Enslöv, Halland     |       | 56.742096, 12.976557 | 10144000350001 | Ladda upp en bild av detta fornminne      |
| Hökens kyrka (Enslöv 36:1) | Stensättning                     |              | Enslöv, Halland     |       | 56.735277, 12.961451 | 10144000360001 | Ladda upp en bild av detta fornminne      |
| Hökens kyrka (Enslöv 36:2) | Stensättning                     |              | Enslöv, Halland     |       | 56.735084, 12.961290 | 10144000360002 | Ladda upp en bild av detta fornminne      |
| Prästhög (Enslöv 37:1)     | Hög                              |              | Enslöv, Halland     |       | 56.739651, 12.952945 | 10144000370001 | Ladda upp en bild av detta fornminne      |
| Enslöv 38:1                | Hög                              |              | Enslöv, Halland     |       | 56.745018, 12.957605 | 10144000380001 | Ladda upp en bild av detta fornminne      |
| Enslöv 39:1                | Hög                              |              | Enslöv, Halland     |       | 56.743918, 12.978904 | 10144000390001 | Ladda upp en bild av detta fornminne      |
| Enslöv 41:1                | Hög                              |              | Enslöv, Halland     |       | 56.716559, 12.952070 | 10144000410001 | Ladda upp en bild av detta fornminne      |
| Enslöv 41:2                | Hällristning                     |              | Enslöv, Halland     |       | 56.716406, 12.952077 | 10144000410002 | Ladda upp en bild av detta fornminne      |
| Enslöv 41:3                | Hällristning                     |              | Enslöv, Halland     |       | 56.716402, 12.952198 | 10144000410003 | Ladda upp en bild av detta fornminne      |
| Enslöv 41:4                | Hällristning                     |              | Enslöv, Halland     |       | 56.716486, 12.952220 | 10144000410004 | Ladda upp en bild av detta fornminne      |
| Enslöv 41:5                | Hällristning                     |              | Enslöv, Halland     |       | 56.716464, 12.951938 | 10144000410005 | Ladda upp en bild av detta fornminne      |
| Enslöv 42:1                | Hög                              |              | Enslöv, Halland     |       | 56.708653, 12.951448 | 10144000420001 | Ladda upp en bild av detta fornminne      |
| Enslöv 43:1                | Hög                              |              | Enslöv, Halland     |       | 56.709175, 12.952430 | 10144000430001 | Ladda upp en bild av detta fornminne      |
| Enslöv 57:1                | Stensättning                     |              | Enslöv, Halland     |       | 56.767148, 12.967357 | 10144000570001 | Ladda upp en bild av detta fornminne      |
| Solhög (Enslöv 59:1)       | Hög                              |              | Enslöv, Halland     |       | 56.739392, 12.981301 | 10144000590001 | Ladda upp en bild av detta fornminne      |
| Solhög (Enslöv 59:2)       | Hög                              |              | Enslöv, Halland     |       | 56.739620, 12.981831 | 10144000590002 | Ladda upp en bild av detta fornminne      |
| Enslöv 76:1                | Hög                              |              | Enslöv, Halland     |       | 56.704302, 12.961826 | 10144000760001 | Ladda upp en bild av detta fornminne      |
| Enslöv 80:1                | Hög                              |              | Enslöv, Halland     |       | 56.703430, 12.953154 | 10144000800001 | Ladda upp en bild av detta fornminne      |
| Enslöv 101:1               | Hög                              |              | Enslöv, Halland     |       | 56.743857, 12.933161 | 10144001010001 | Ladda upp en bild av detta fornminne      |
| Höga sten (Enslöv 102:1)   | Grav markerad av sten/block      |              | Enslöv, Halland     |       | 56.742885, 12.932040 | 10144001020001 | Ladda upp en bild av detta fornminne      |
| Enslöv 103:1               | Hög                              |              | Enslöv, Halland     |       | 56.747025, 12.940132 | 10144001030001 | Ladda upp en bild av detta fornminne      |
| Enslöv 103:2               | Hög                              |              | Enslöv, Halland     |       | 56.747136, 12.940391 | 10144001030002 | Ladda upp en bild av detta fornminne      |
| Enslöv 104:1               | Hög                              |              | Enslöv, Halland     |       | 56.701717, 12.937067 | 10144001040001 | Ladda upp en bild av detta fornminne      |
| Enslöv 105:1               | Hög                              |              | Enslöv, Halland     |       | 56.761529, 12.947914 | 10144001050001 | Ladda upp en bild av detta fornminne      |
| Enslöv 106:1               | Hög                              |              | Enslöv, Halland     |       | 56.762757, 12.960088 | 10144001060001 | Ladda upp en bild av detta fornminne      |
| Enslöv 107:1               | Hög                              |              | Enslöv, Halland     |       | 56.762409, 12.960737 | 10144001070001 | Ladda upp en bild av detta fornminne      |
| Enslöv 108:1               | Hög                              |              | Enslöv, Halland     |       | 56.760972, 12.963594 | 10144001080001 | Ladda upp en bild av detta fornminne      |
| Enslöv 109:1               | Gravfält                         |              | Enslöv, Halland     |       | 56.764520, 12.950591 | 10144001090001 | Ladda upp en bild av detta fornminne      |
| Enslöv 110:1               | Stensättning                     |              | Enslöv, Halland     |       | 56.765726, 12.948413 | 10144001100001 | Ladda upp en bild av detta fornminne      |
| Enslöv 110:2               | Stensättning                     |              | Enslöv, Halland     |       | 56.765802, 12.948571 | 10144001100002 | Ladda upp en bild av detta fornminne      |
| Enslöv 112:1               | Stensättning                     |              | Enslöv, Halland     |       | 56.767590, 12.966367 | 10144001120001 | Ladda upp en bild av detta fornminne      |
| Enslöv 112:2               | Stensättning                     |              | Enslöv, Halland     |       | 56.767471, 12.966428 | 10144001120002 | Ladda upp en bild av detta fornminne      |
| Enslöv 113:1               | Hög                              |              | Enslöv, Halland     |       | 56.772885, 12.971037 | 10144001130001 | Ladda upp en bild av detta fornminne      |
| Enslöv 115:1               | Hög                              |              | Enslöv, Halland     |       | 56.765294, 12.952736 | 10144001150001 | Ladda upp en bild av detta fornminne      |
| Enslöv 116:1               | Hög                              |              | Enslöv, Halland     |       | 56.754777, 12.965207 | 10144001160001 | Ladda upp en bild av detta fornminne      |
| Enslöv 116:2               | Hög                              |              | Enslöv, Halland     |       | 56.754761, 12.965918 | 10144001160002 | Ladda upp en bild av detta fornminne      |
| Enslöv 117:1               | Hög                              |              | Enslöv, Halland     |       | 56.751447, 12.969070 | 10144001170001 | Ladda upp en bild av detta fornminne      |
| Enslöv 118:1               | Hög                              |              | Enslöv, Halland     |       | 56.751768, 12.970625 | 10144001180001 | Ladda upp en bild av detta fornminne      |
| Klockkulla (Enslöv 119:1)  | Hög                              |              | Enslöv, Halland     |       | 56.766668, 12.984018 | 10144001190001 | Ladda upp en bild av detta fornminne      |
| Enslöv 121:1               | Stensättning                     |              | Enslöv, Halland     |       | 56.757765, 12.991009 | 10144001210001 | Ladda upp en bild av detta fornminne      |
| Enslöv 121:2               | Stensättning                     |              | Enslöv, Halland     |       | 56.757706, 12.990192 | 10144001210002 | Ladda upp en bild av detta fornminne      |
| Enslöv 122:1               | Stensättning                     |              | Enslöv, Halland     |       | 56.754195, 12.981740 | 10144001220001 | Ladda upp en bild av detta fornminne      |
| Enslöv 123:1               | Hög                              |              | Enslöv, Halland     |       | 56.753861, 12.987146 | 10144001230001 | Ladda upp en bild av detta fornminne      |
| Enslöv 123:2               | Stensättning                     |              | Enslöv, Halland     |       | 56.753772, 12.987346 | 10144001230002 | Ladda upp en bild av detta fornminne      |
| Enslöv 123:3               | Hög                              |              | Enslöv, Halland     |       | 56.753720, 12.987186 | 10144001230003 | Ladda upp en bild av detta fornminne      |
| Enslöv 123:4               | Hög                              |              | Enslöv, Halland     |       | 56.753336, 12.987536 | 10144001230004 | Ladda upp en bild av detta fornminne      |
| Enslöv 124:1               | Hög                              |              | Enslöv, Halland     |       | 56.780308, 12.981792 | 10144001240001 | Ladda upp en bild av detta fornminne      |
| Enslöv 125:1               | Stensättning                     |              | Enslöv, Halland     |       | 56.782177, 12.980426 | 10144001250001 | Ladda upp en bild av detta fornminne      |
| Enslöv 128:1               | Stensättning                     |              | Enslöv, Halland     |       | 56.785384, 12.968924 | 10144001280001 | Ladda upp en bild av detta fornminne      |
| Enslöv 130:1               | Gravfält                         |              | Enslöv, Halland     |       | 56.749345, 12.934549 | 10144001300001 | Ladda upp en bild av detta fornminne      |
| Enslöv 132:1               | Hög                              |              | Enslöv, Halland     |       | 56.751026, 12.932705 | 10144001320001 | Ladda upp en bild av detta fornminne      |
| Enslöv 133:1               | Hög                              |              | Enslöv, Halland     |       | 56.749570, 12.936440 | 10144001330001 | Ladda upp en bild av detta fornminne      |
| Enslöv 134:1               | Hög                              |              | Enslöv, Halland     |       | 56.750585, 12.935613 | 10144001340001 | Ladda upp en bild av detta fornminne      |
| Enslöv 134:2               | Hög                              |              | Enslöv, Halland     |       | 56.750219, 12.935483 | 10144001340002 | Ladda upp en bild av detta fornminne      |
| Enslöv 134:3               | Stensättning                     |              | Enslöv, Halland     |       | 56.750163, 12.934659 | 10144001340003 | Ladda upp en bild av detta fornminne      |
| Enslöv 134:4               | Stensättning                     |              | Enslöv, Halland     |       | 56.749773, 12.935683 | 10144001340004 | Ladda upp en bild av detta fornminne      |
| Enslöv 135:1               | Hög                              |              | Enslöv, Halland     |       | 56.750968, 12.936400 | 10144001350001 | Ladda upp en bild av detta fornminne      |
| Enslöv 136:1               | Stensättning                     |              | Enslöv, Halland     |       | 56.748998, 12.934039 | 10144001360001 | Ladda upp en bild av detta fornminne      |
| Enslöv 137:1               | Stensättning                     |              | Enslöv, Halland     |       | 56.749445, 12.932066 | 10144001370001 | Ladda upp en bild av detta fornminne      |
| Enslöv 138:1               | Stensättning                     |              | Enslöv, Halland     |       | 56.750723, 12.932112 | 10144001380001 | Ladda upp en bild av detta fornminne      |
| Enslöv 139:1               | Röse                             |              | Enslöv, Halland     |       | 56.752544, 12.935128 | 10144001390001 | Ladda upp en bild av detta fornminne      |
| Enslöv 139:2               | Stensättning                     |              | Enslöv, Halland     |       | 56.752279, 12.935314 | 10144001390002 | Ladda upp en bild av detta fornminne      |
| Enslöv 139:3               | Stensättning                     |              | Enslöv, Halland     |       | 56.752098, 12.935102 | 10144001390003 | Ladda upp en bild av detta fornminne      |
| Enslöv 139:4               | Stensättning                     |              | Enslöv, Halland     |       | 56.752230, 12.935818 | 10144001390004 | Ladda upp en bild av detta fornminne      |
| Enslöv 140:1               | Röse                             |              | Enslöv, Halland     |       | 56.751830, 12.936381 | 10144001400001 | Ladda upp en bild av detta fornminne      |
| Enslöv 141:1               | Stensättning                     |              | Enslöv, Halland     |       | 56.751545, 12.937917 | 10144001410001 | Ladda upp en bild av detta fornminne      |
| Enslöv 142:1               | Hög                              |              | Enslöv, Halland     |       | 56.751148, 12.937590 | 10144001420001 | Ladda upp en bild av detta fornminne      |
| Enslöv 143:1               | Röse                             |              | Enslöv, Halland     |       | 56.755972, 12.938990 | 10144001430001 | Ladda upp en bild av detta fornminne      |
| Enslöv 144:1               | Hög                              |              | Enslöv, Halland     |       | 56.751660, 12.939662 | 10144001440001 | Ladda upp en bild av detta fornminne      |
| Enslöv 145:1               | Hällristning                     |              | Enslöv, Halland     |       | 56.751215, 12.939799 | 10144001450001 | Ladda upp en bild av detta fornminne      |
| Enslöv 146:1               | Hög                              |              | Enslöv, Halland     |       | 56.751017, 12.939627 | 10144001460001 | Ladda upp en bild av detta fornminne      |
| Enslöv 147:1               | Hällristning                     |              | Enslöv, Halland     |       | 56.748530, 12.938893 | 10144001470001 | Ladda upp en bild av detta fornminne      |
| Enslöv 148:1               | Stensättning                     |              | Enslöv, Halland     |       | 56.751158, 12.938832 | 10144001480001 | Ladda upp en bild av detta fornminne      |
| Enslöv 149:1               | Stensättning                     |              | Enslöv, Halland     |       | 56.756149, 12.930984 | 10144001490001 | Ladda upp en bild av detta fornminne      |
| Enslöv 150:1               | Stensättning                     |              | Enslöv, Halland     |       | 56.753019, 12.928354 | 10144001500001 | Ladda upp en bild av detta fornminne      |
| Enslöv 150:2               | Stensättning                     |              | Enslöv, Halland     |       | 56.753127, 12.928578 | 10144001500002 | Ladda upp en bild av detta fornminne      |
| Enslöv 151:1               | Hög                              |              | Enslöv, Halland     |       | 56.751814, 12.976776 | 10144001510001 | Ladda upp en bild av detta fornminne      |
| Enslöv 153:1               | Hög                              |              | Enslöv, Halland     |       | 56.762025, 12.973924 | 10144001530001 | Ladda upp en bild av detta fornminne      |
| Hassle hög (Enslöv 165:1)  | Hög                              |              | Enslöv, Halland     |       | 56.714644, 12.946998 | 10144001650001 | Ladda upp en bild av detta fornminne      |
| Enslöv 168:1               | Hög                              |              | Enslöv, Halland     |       | 56.756051, 12.968323 | 10144001680001 | Ladda upp en bild av detta fornminne      |
| Enslöv 175:1               | Gravfält                         |              | Enslöv, Halland     |       | 56.742171, 12.916177 | 10144001750001 | Ladda upp en bild av detta fornminne      |
| Enslöv 176:1               | Hög                              |              | Enslöv, Halland     |       | 56.742162, 12.919517 | 10144001760001 | Ladda upp en bild av detta fornminne      |
| Enslöv 179:1               | Hög                              |              | Enslöv, Halland     |       | 56.739294, 12.915286 | 10144001790001 | Ladda upp en bild av detta fornminne      |
| Enslöv 180:1               | Hög                              |              | Enslöv, Halland     |       | 56.739708, 12.916789 | 10144001800001 | Ladda upp en bild av detta fornminne      |
| Enslöv 187:1               | Hällristning                     |              | Enslöv, Halland     |       | 56.741019, 12.923243 | 10144001870001 | Ladda upp en bild av detta fornminne      |
| Enslöv 188:1               | Hög                              |              | Enslöv, Halland     |       | 56.723649, 12.940542 | 10144001880001 | Ladda upp en bild av detta fornminne      |
| Enslöv 191:1               | Hög                              |              | Enslöv, Halland     |       | 56.767340, 12.985723 | 10144001910001 | Ladda upp en bild av detta fornminne      |
| Enslöv 192:1               | Hög                              |              | Enslöv, Halland     |       | 56.767720, 12.987228 | 10144001920001 | Ladda upp en bild av detta fornminne      |
| Enslöv 193:1               | Hög                              |              | Enslöv, Halland     |       | 56.768994, 12.988841 | 10144001930001 | Ladda upp en bild av detta fornminne      |
| Enslöv 193:2               | Hög                              |              | Enslöv, Halland     |       | 56.769176, 12.988470 | 10144001930002 | Ladda upp en bild av detta fornminne      |
| Enslöv 194:1               | Hög                              |              | Enslöv, Halland     |       | 56.768569, 12.986871 | 10144001940001 | Ladda upp en bild av detta fornminne      |
| Enslöv 197:1               | Hög                              |              | Enslöv, Halland     |       | 56.766391, 12.954188 | 10144001970001 | Ladda upp en bild av detta fornminne      |
| Enslöv 210:1               | Stensättning                     |              | Enslöv, Halland     |       | 56.741383, 12.914347 | 10144002100001 | Ladda upp en bild av detta fornminne      |
| Enslöv 210:2               | Hög                              |              | Enslöv, Halland     |       | 56.741792, 12.913970 | 10144002100002 | Ladda upp en bild av detta fornminne      |
| Enslöv 210:3               | Hög                              |              | Enslöv, Halland     |       | 56.742197, 12.914393 | 10144002100003 | Ladda upp en bild av detta fornminne      |
| Enslöv 211:1               | Stensättning                     |              | Enslöv, Halland     |       | 56.806159, 13.003415 | 10144002110001 | Ladda upp en bild av detta fornminne      |
| Enslöv 316                 | Hög                              |              | Enslöv, Halland     |       | 56.744999, 12.919503 | 12000000011299 | Ladda upp en bild av detta fornminne      |
| Enslöv 317                 | Hög                              |              | Enslöv, Halland     |       | 56.744628, 12.919560 | 12000000011300 | Ladda upp en bild av detta fornminne      |
| Enslöv 318                 | Stensättning                     |              | Enslöv, Halland     |       | 56.733490, 12.934972 | 12000000011301 | Ladda upp en bild av detta fornminne      |
| Enslöv 319                 | Stensättning                     |              | Enslöv, Halland     |       | 56.744975, 12.918941 | 12000000011302 | Ladda upp en bild av detta fornminne      |
| Enslöv 321                 | Fästning/skans                   |              | Enslöv, Halland     |       | 56.760868, 12.964447 | 12000000011305 | Ladda upp en bild av detta fornminne      |
| Slättåkra 76:1             | Gravfält                         |              | Enslöv, Halland     |       | 56.803390, 12.997104 | 10149200760001 | Ladda upp en bild av detta fornminne      |
| Slättåkra 76:2             | Stensättning                     |              | Enslöv, Halland     |       | 56.803962, 12.997249 | 10149200760002 | Ladda upp en till bild av detta fornminne |
| Slättåkra 80:1             | Stensättning                     |              | Enslöv, Halland     |       | 56.791277, 12.965608 | 10149200800001 | Ladda upp en bild av detta fornminne      |
| Slättåkra 80:2             | Stensättning                     |              | Enslöv, Halland     |       | 56.791370, 12.965401 | 10149200800002 | Ladda upp en bild av detta fornminne      |
| Slättåkra 81:1             | Stensättning                     |              | Enslöv, Halland     |       | 56.797557, 12.966683 | 10149200810001 | Ladda upp en bild av detta fornminne      |
| Slättåkra 87:1             | Gravfält                         |              | Enslöv, Halland     |       | 56.798108, 12.988442 | 10149200870001 | Ladda upp en bild av detta fornminne      |

## Getinge
| Namn                        | Lämningstyp                 | Tillkomsttid | Historisk indelning | Plats | Läge                 | ID-nr          | Bild                                      |
| --------------------------- | --------------------------- | ------------ | ------------------- | ----- | -------------------- | -------------- | ----------------------------------------- |
| Getinge 1:1                 | Hög                         |              | Getinge, Halland    |       | 56.844550, 12.744874 | 10144800010001 | Ladda upp en bild av detta fornminne      |
| Getinge 1:2                 | Hög                         |              | Getinge, Halland    |       | 56.844102, 12.745223 | 10144800010002 | Ladda upp en bild av detta fornminne      |
| Getinge 1:3                 | Hög                         |              | Getinge, Halland    |       | 56.843907, 12.745489 | 10144800010003 | Ladda upp en bild av detta fornminne      |
| Getinge 2:1                 | Röse                        |              | Getinge, Halland    |       | 56.840412, 12.740893 | 10144800020001 | Ladda upp en bild av detta fornminne      |
| Getinge 2:2                 | Röse                        |              | Getinge, Halland    |       | 56.840488, 12.740573 | 10144800020002 | Ladda upp en bild av detta fornminne      |
| Getinge 2:3                 | Stensättning                |              | Getinge, Halland    |       | 56.840539, 12.740090 | 10144800020003 | Ladda upp en bild av detta fornminne      |
| Getinge 2:4                 | Stensättning                |              | Getinge, Halland    |       | 56.840626, 12.739617 | 10144800020004 | Ladda upp en bild av detta fornminne      |
| Getinge 3:1                 | Hög                         |              | Getinge, Halland    |       | 56.843610, 12.747605 | 10144800030001 | Ladda upp en bild av detta fornminne      |
| Getinge 4:1                 | Gravfält                    |              | Getinge, Halland    |       | 56.841323, 12.736791 | 10144800040001 | Ladda upp en till bild av detta fornminne |
| Getinge 5:1                 | Grav markerad av sten/block |              | Getinge, Halland    |       | 56.841157, 12.735667 | 10144800050001 | Ladda upp en bild av detta fornminne      |
| Getinge 6:1                 | Stensättning                |              | Getinge, Halland    |       | 56.834161, 12.739055 | 10144800060001 | Ladda upp en bild av detta fornminne      |
| Getinge 7:1                 | Hög                         |              | Getinge, Halland    |       | 56.835143, 12.740828 | 10144800070001 | Ladda upp en bild av detta fornminne      |
| Getinge 8:1                 | Hög                         |              | Getinge, Halland    |       | 56.836793, 12.746036 | 10144800080001 | Ladda upp en bild av detta fornminne      |
| Getinge 9:1                 | Grav markerad av sten/block |              | Getinge, Halland    |       | 56.838406, 12.722052 | 10144800090001 | Ladda upp en bild av detta fornminne      |
| Getinge 9:2                 | Grav markerad av sten/block |              | Getinge, Halland    |       | 56.838235, 12.722034 | 10144800090002 | Ladda upp en bild av detta fornminne      |
| Getinge 11:1                | Stensättning                |              | Getinge, Halland    |       | 56.852474, 12.753788 | 10144800110001 | Ladda upp en bild av detta fornminne      |
| Getinge 11:2                | Stensättning                |              | Getinge, Halland    |       | 56.852636, 12.753862 | 10144800110002 | Ladda upp en bild av detta fornminne      |
| Getinge 13:1                | Röse                        |              | Getinge, Halland    |       | 56.829914, 12.707178 | 10144800130001 | Ladda upp en bild av detta fornminne      |
| Getinge 13:2                | Röse                        |              | Getinge, Halland    |       | 56.829732, 12.706872 | 10144800130002 | Ladda upp en bild av detta fornminne      |
| Getinge 13:5                | Röse                        |              | Getinge, Halland    |       | 56.829714, 12.706398 | 10144800130005 | Ladda upp en bild av detta fornminne      |
| Getinge 14:1                | Röse                        |              | Getinge, Halland    |       | 56.828244, 12.707844 | 10144800140001 | Ladda upp en bild av detta fornminne      |
| Getinge 15:1                | Hög                         |              | Getinge, Halland    |       | 56.827655, 12.707567 | 10144800150001 | Ladda upp en bild av detta fornminne      |
| Getinge 16:1                | Stensättning                |              | Getinge, Halland    |       | 56.826691, 12.706293 | 10144800160001 | Ladda upp en bild av detta fornminne      |
| Getinge 16:2                | Röse                        |              | Getinge, Halland    |       | 56.826521, 12.706180 | 10144800160002 | Ladda upp en bild av detta fornminne      |
| Getinge 16:3                | Grav markerad av sten/block |              | Getinge, Halland    |       | 56.826451, 12.706018 | 10144800160003 | Ladda upp en bild av detta fornminne      |
| Getinge 16:4                | Grav markerad av sten/block |              | Getinge, Halland    |       | 56.826677, 12.706589 | 10144800160004 | Ladda upp en bild av detta fornminne      |
| Getinge 20:1                | Stensättning                |              | Getinge, Halland    |       | 56.820048, 12.719058 | 10144800200001 | Ladda upp en bild av detta fornminne      |
| Getinge 20:2                | Hög                         |              | Getinge, Halland    |       | 56.819977, 12.719243 | 10144800200002 | Ladda upp en bild av detta fornminne      |
| Getinge 20:3                | Stensättning                |              | Getinge, Halland    |       | 56.819873, 12.718654 | 10144800200003 | Ladda upp en bild av detta fornminne      |
| Getinge 21:1                | Gravfält                    |              | Getinge, Halland    |       | 56.817111, 12.712760 | 10144800210001 | Ladda upp en bild av detta fornminne      |
| Getinge 26:1                | Hög                         |              | Getinge, Halland    |       | 56.815532, 12.712418 | 10144800260001 | Ladda upp en bild av detta fornminne      |
| Getinge 26:2                | Hög                         |              | Getinge, Halland    |       | 56.814776, 12.711766 | 10144800260002 | Ladda upp en bild av detta fornminne      |
| Getinge 26:3                | Stensättning                |              | Getinge, Halland    |       | 56.814683, 12.711972 | 10144800260003 | Ladda upp en bild av detta fornminne      |
| Getinge 26:4                | Hög                         |              | Getinge, Halland    |       | 56.814337, 12.711530 | 10144800260004 | Ladda upp en bild av detta fornminne      |
| Getinge 27:1                | Hög                         |              | Getinge, Halland    |       | 56.814220, 12.714352 | 10144800270001 | Ladda upp en bild av detta fornminne      |
| Getinge 29:1                | Hög                         |              | Getinge, Halland    |       | 56.813079, 12.712016 | 10144800290001 | Ladda upp en bild av detta fornminne      |
| Getinge 29:2                | Hög                         |              | Getinge, Halland    |       | 56.813289, 12.712356 | 10144800290002 | Ladda upp en bild av detta fornminne      |
| Getinge 29:3                | Hög                         |              | Getinge, Halland    |       | 56.813204, 12.712519 | 10144800290003 | Ladda upp en bild av detta fornminne      |
| Penninghögen (Getinge 30:1) | Hög                         |              | Getinge, Halland    |       | 56.813211, 12.708482 | 10144800300001 | Ladda upp en bild av detta fornminne      |
| Getinge 32:1                | Stensättning                |              | Getinge, Halland    |       | 56.812723, 12.705309 | 10144800320001 | Ladda upp en bild av detta fornminne      |
| Getinge 35:1                | Hög                         |              | Getinge, Halland    |       | 56.835255, 12.744301 | 10144800350001 | Ladda upp en bild av detta fornminne      |
| Getinge 36:1                | Hög                         |              | Getinge, Halland    |       | 56.835528, 12.749295 | 10144800360001 | Ladda upp en bild av detta fornminne      |
| Getinge 37:1                | Hög                         |              | Getinge, Halland    |       | 56.835011, 12.751884 | 10144800370001 | Ladda upp en bild av detta fornminne      |
| Getinge 38:1                | Stensättning                |              | Getinge, Halland    |       | 56.834782, 12.752832 | 10144800380001 | Ladda upp en bild av detta fornminne      |
| Getinge 38:2                | Stensättning                |              | Getinge, Halland    |       | 56.834776, 12.752550 | 10144800380002 | Ladda upp en bild av detta fornminne      |
| Getinge 39:1                | Hög                         |              | Getinge, Halland    |       | 56.809371, 12.783315 | 10144800390001 | Ladda upp en bild av detta fornminne      |
| Getinge 40:1                | Hög                         |              | Getinge, Halland    |       | 56.807747, 12.783133 | 10144800400001 | Ladda upp en bild av detta fornminne      |
| Getinge 41:1                | Hög                         |              | Getinge, Halland    |       | 56.809577, 12.767637 | 10144800410001 | Ladda upp en bild av detta fornminne      |
| Getinge 41:2                | Stensättning                |              | Getinge, Halland    |       | 56.809741, 12.767931 | 10144800410002 | Ladda upp en bild av detta fornminne      |
| Getinge 41:3                | Stensättning                |              | Getinge, Halland    |       | 56.809608, 12.768002 | 10144800410003 | Ladda upp en bild av detta fornminne      |
| Getinge 41:4                | Stensättning                |              | Getinge, Halland    |       | 56.809849, 12.767773 | 10144800410004 | Ladda upp en bild av detta fornminne      |
| Getinge 42:1                | Hög                         |              | Getinge, Halland    |       | 56.809696, 12.771976 | 10144800420001 | Ladda upp en bild av detta fornminne      |
| Getinge 43:1                | Hög                         |              | Getinge, Halland    |       | 56.810260, 12.770553 | 10144800430001 | Ladda upp en bild av detta fornminne      |
| Getinge 44:1                | Hög                         |              | Getinge, Halland    |       | 56.810147, 12.769089 | 10144800440001 | Ladda upp en bild av detta fornminne      |
| Getinge 45:1                | Hög                         |              | Getinge, Halland    |       | 56.810159, 12.765901 | 10144800450001 | Ladda upp en bild av detta fornminne      |
| Getinge 47:1                | Hög                         |              | Getinge, Halland    |       | 56.808419, 12.764764 | 10144800470001 | Ladda upp en bild av detta fornminne      |
| Getinge 47:2                | Hög                         |              | Getinge, Halland    |       | 56.808334, 12.764053 | 10144800470002 | Ladda upp en bild av detta fornminne      |
| Getinge 47:3                | Hög                         |              | Getinge, Halland    |       | 56.808209, 12.763999 | 10144800470003 | Ladda upp en bild av detta fornminne      |
| Getinge 48:1                | Stensättning                |              | Getinge, Halland    |       | 56.801618, 12.761030 | 10144800480001 | Ladda upp en bild av detta fornminne      |
| Getinge 49:1                | Hög                         |              | Getinge, Halland    |       | 56.799500, 12.762919 | 10144800490001 | Ladda upp en bild av detta fornminne      |
| Getinge 53:1                | Runristning                 |              | Getinge, Halland    |       | 56.820501, 12.747601 | 10144800530001 | Ladda upp en bild av detta fornminne      |
| Getinge 57:1                | Hög                         |              | Getinge, Halland    |       | 56.858462, 12.762729 | 10144800570001 | Ladda upp en bild av detta fornminne      |
| Getinge 76:1                | Stensättning                |              | Getinge, Halland    |       | 56.857512, 12.760726 | 10144800760001 | Ladda upp en bild av detta fornminne      |
| Getinge 79:1                | Hög                         |              | Getinge, Halland    |       | 56.825790, 12.708476 | 10144800790001 | Ladda upp en bild av detta fornminne      |
| Getinge 96:1                | Stensättning                |              | Getinge, Halland    |       | 56.855292, 12.757315 | 10144800960001 | Ladda upp en bild av detta fornminne      |
| Getinge 96:2                | Stensättning                |              | Getinge, Halland    |       | 56.855104, 12.757637 | 10144800960002 | Ladda upp en bild av detta fornminne      |
| Getinge 96:3                | Stensättning                |              | Getinge, Halland    |       | 56.855344, 12.757871 | 10144800960003 | Ladda upp en bild av detta fornminne      |
| Getinge 96:4                | Stensättning                |              | Getinge, Halland    |       | 56.855488, 12.757928 | 10144800960004 | Ladda upp en bild av detta fornminne      |

## Halmstad
| Namn                            | Lämningstyp         | Tillkomsttid | Historisk indelning | Plats | Läge                 | ID-nr          | Bild                                      |
| ------------------------------- | ------------------- | ------------ | ------------------- | ----- | -------------------- | -------------- | ----------------------------------------- |
| Halmstad 1:1                    | Hög                 |              | Halmstad, Halland   |       | 56.703674, 12.869905 | 10145600010001 | Ladda upp en till bild av detta fornminne |
| övraby kyrkoruin (Halmstad 2:1) | Kyrka/kapell        |              | Halmstad, Halland   |       | 56.696404, 12.873260 | 10145600020001 | Ladda upp en till bild av detta fornminne |
| övraby kyrkoruin (Halmstad 2:2) | Begravningsplats    |              | Halmstad, Halland   |       | 56.696415, 12.873054 | 10145600020002 | Ladda upp en bild av detta fornminne      |
| Halmstad 3:1                    | Hög                 |              | Halmstad, Halland   |       | 56.691266, 12.860638 | 10145600030001 | Ladda upp en bild av detta fornminne      |
| Halmstad 4:1                    | Hög                 |              | Halmstad, Halland   |       | 56.692168, 12.861667 | 10145600040001 | Ladda upp en bild av detta fornminne      |
| Halmstad 4:2                    | Hög                 |              | Halmstad, Halland   |       | 56.691944, 12.861522 | 10145600040002 | Ladda upp en bild av detta fornminne      |
| Halmstad 5:1                    | Hög                 |              | Halmstad, Halland   |       | 56.695932, 12.855906 | 10145600050001 | Ladda upp en bild av detta fornminne      |
| Halmstad 6:1                    | Hög                 |              | Halmstad, Halland   |       | 56.697565, 12.864777 | 10145600060001 | Ladda upp en bild av detta fornminne      |
| Halmstad 7:1                    | Hög                 |              | Halmstad, Halland   |       | 56.697722, 12.861929 | 10145600070001 | Ladda upp en bild av detta fornminne      |
| Halmstad 9:1                    | Hög                 |              | Halmstad, Halland   |       | 56.679923, 12.836083 | 10145600090001 | Ladda upp en bild av detta fornminne      |
| Halmstad 9:2                    | Hög                 |              | Halmstad, Halland   |       | 56.680138, 12.835621 | 10145600090002 | Ladda upp en bild av detta fornminne      |
| Halmstad 9:3                    | Stensättning        |              | Halmstad, Halland   |       | 56.680086, 12.835907 | 10145600090003 | Ladda upp en bild av detta fornminne      |
| Halmstad 10:1                   | Hög                 |              | Halmstad, Halland   |       | 56.678870, 12.840396 | 10145600100001 | Ladda upp en bild av detta fornminne      |
| Halmstad 28:1                   | Stadsbefästning     |              | Halmstad, Halland   |       | 56.671710, 12.855238 | 10145600280001 | Ladda upp en bild av detta fornminne      |
| Halmstad 29:1                   | Stadsbefästning     |              | Halmstad, Halland   |       | 56.670916, 12.857280 | 10145600290001 | Ladda upp en bild av detta fornminne      |
| Halmstad 30:1                   | Stadsbefästning     |              | Halmstad, Halland   |       | 56.673524, 12.853291 | 10145600300001 | Ladda upp en bild av detta fornminne      |
| Halmstad 31:1                   | Stadsbefästning     |              | Halmstad, Halland   |       | 56.675186, 12.853943 | 10145600310001 | Ladda upp en bild av detta fornminne      |
| Halmstad 32:1                   | Stadsbefästning     |              | Halmstad, Halland   |       | 56.675798, 12.854356 | 10145600320001 | Ladda upp en bild av detta fornminne      |
| Halmstad 34:1                   | Stensättning        |              | Halmstad, Halland   |       | 56.689064, 12.833938 | 10145600340001 | Ladda upp en bild av detta fornminne      |
| Halmstad 35:1                   | Hög                 |              | Halmstad, Halland   |       | 56.684432, 12.837716 | 10145600350001 | Ladda upp en bild av detta fornminne      |
| Halmstad 37:1                   | Hög                 |              | Halmstad, Halland   |       | 56.685027, 12.836898 | 10145600370001 | Ladda upp en bild av detta fornminne      |
| Halmstad 38:1                   | Hällristning        |              | Halmstad, Halland   |       | 56.689980, 12.874835 | 10145600380001 | Ladda upp en bild av detta fornminne      |
| Kärret (Halmstad 43:1)          | Borg                |              | Halmstad, Halland   |       | 56.686983, 12.870174 | 10145600430001 | Ladda upp en bild av detta fornminne      |
| Halmstad 50:1                   | Stadsbefästning     |              | Halmstad, Halland   |       | 56.676945, 12.856287 | 10145600500001 | Ladda upp en bild av detta fornminne      |
| Halmstad 64:1                   | Hög                 |              | Halmstad, Halland   |       | 56.669633, 12.828922 | 10145600640001 | Ladda upp en bild av detta fornminne      |
| Halmstad 68:2                   | Lägenhetsbebyggelse |              | Halmstad, Halland   |       | 56.667825, 12.822483 | 10145600680002 | Ladda upp en bild av detta fornminne      |
| Halmstad 70:1                   | Stadsbefästning     |              | Halmstad, Halland   |       | 56.674834, 12.861290 | 10145600700001 | Ladda upp en bild av detta fornminne      |

## Harplinge
| Namn                          | Lämningstyp                 | Tillkomsttid | Historisk indelning | Plats | Läge                 | ID-nr          | Bild                                 |
| ----------------------------- | --------------------------- | ------------ | ------------------- | ----- | -------------------- | -------------- | ------------------------------------ |
| Vegahög (Harplinge 1:1)       | Hög                         |              | Harplinge, Halland  |       | 56.733858, 12.667016 | 10145800010001 | Ladda upp en bild av detta fornminne |
| Harplinge 2:1                 | Hög                         |              | Harplinge, Halland  |       | 56.733782, 12.670480 | 10145800020001 | Ladda upp en bild av detta fornminne |
| Harplinge 3:1                 | Hög                         |              | Harplinge, Halland  |       | 56.732107, 12.661373 | 10145800030001 | Ladda upp en bild av detta fornminne |
| Harplinge 4:1                 | Röse                        |              | Harplinge, Halland  |       | 56.733261, 12.658864 | 10145800040001 | Ladda upp en bild av detta fornminne |
| Harplinge 4:2                 | Stensättning                |              | Harplinge, Halland  |       | 56.733058, 12.659163 | 10145800040002 | Ladda upp en bild av detta fornminne |
| Harplinge 6:1                 | Röse                        |              | Harplinge, Halland  |       | 56.729623, 12.656494 | 10145800060001 | Ladda upp en bild av detta fornminne |
| Harplinge 7:1                 | Röse                        |              | Harplinge, Halland  |       | 56.725989, 12.651997 | 10145800070001 | Ladda upp en bild av detta fornminne |
| Harplinge 8:1                 | Röse                        |              | Harplinge, Halland  |       | 56.724587, 12.644442 | 10145800080001 | Ladda upp en bild av detta fornminne |
| Stabbes hög (Harplinge 9:1)   | Hög                         |              | Harplinge, Halland  |       | 56.725294, 12.664194 | 10145800090001 | Ladda upp en bild av detta fornminne |
| Harplinge 15:1                | Hög                         |              | Harplinge, Halland  |       | 56.755495, 12.649131 | 10145800150001 | Ladda upp en bild av detta fornminne |
| Harplinge 16:1                | Gravfält                    |              | Harplinge, Halland  |       | 56.759051, 12.651553 | 10145800160001 | Ladda upp en bild av detta fornminne |
| Vårhögen (Harplinge 17:1)     | Hög                         |              | Harplinge, Halland  |       | 56.756984, 12.641742 | 10145800170001 | Ladda upp en bild av detta fornminne |
| Harplinge 18:1                | Grav markerad av sten/block |              | Harplinge, Halland  |       | 56.755445, 12.642587 | 10145800180001 | Ladda upp en bild av detta fornminne |
| Lundhögen (Harplinge 19:1)    | Hög                         |              | Harplinge, Halland  |       | 56.750773, 12.649133 | 10145800190001 | Ladda upp en bild av detta fornminne |
| Lundhögen (Harplinge 19:2)    | Stensättning                |              | Harplinge, Halland  |       | 56.750845, 12.649448 | 10145800190002 | Ladda upp en bild av detta fornminne |
| Harplinge 20:1                | Stensättning                |              | Harplinge, Halland  |       | 56.751344, 12.648425 | 10145800200001 | Ladda upp en bild av detta fornminne |
| Harplinge 22:1                | Grav markerad av sten/block |              | Harplinge, Halland  |       | 56.749418, 12.643198 | 10145800220001 | Ladda upp en bild av detta fornminne |
| Harplinge 23:1                | Hög                         |              | Harplinge, Halland  |       | 56.759724, 12.637130 | 10145800230001 | Ladda upp en bild av detta fornminne |
| Harplinge 23:2                | Grav markerad av sten/block |              | Harplinge, Halland  |       | 56.760035, 12.636916 | 10145800230002 | Ladda upp en bild av detta fornminne |
| Högarör (Harplinge 25:1)      | Röse                        |              | Harplinge, Halland  |       | 56.766386, 12.660061 | 10145800250001 | Ladda upp en bild av detta fornminne |
| Högarör (Harplinge 25:2)      | Röse                        |              | Harplinge, Halland  |       | 56.766344, 12.659400 | 10145800250002 | Ladda upp en bild av detta fornminne |
| Högarör (Harplinge 25:3)      | Stensättning                |              | Harplinge, Halland  |       | 56.766315, 12.659769 | 10145800250003 | Ladda upp en bild av detta fornminne |
| Harplinge 26:1                | Röse                        |              | Harplinge, Halland  |       | 56.765917, 12.658238 | 10145800260001 | Ladda upp en bild av detta fornminne |
| Harplinge 28:1                | Röse                        |              | Harplinge, Halland  |       | 56.768123, 12.663915 | 10145800280001 | Ladda upp en bild av detta fornminne |
| Harplinge 28:2                | Stensättning                |              | Harplinge, Halland  |       | 56.768153, 12.664286 | 10145800280002 | Ladda upp en bild av detta fornminne |
| Harplinge 29:1                | Röse                        |              | Harplinge, Halland  |       | 56.710927, 12.739140 | 10145800290001 | Ladda upp en bild av detta fornminne |
| Harplinge 30:1                | Hög                         |              | Harplinge, Halland  |       | 56.704946, 12.720594 | 10145800300001 | Ladda upp en bild av detta fornminne |
| Harpas kulle (Harplinge 33:1) | Hög                         |              | Harplinge, Halland  |       | 56.739291, 12.733428 | 10145800330001 | Ladda upp en bild av detta fornminne |
| Harplinge 34:1                | Gravfält                    |              | Harplinge, Halland  |       | 56.746793, 12.748295 | 10145800340001 | Ladda upp en bild av detta fornminne |
| Harplinge 35:1                | Hällristning                |              | Harplinge, Halland  |       | 56.746476, 12.747015 | 10145800350001 | Ladda upp en bild av detta fornminne |
| Trollstenen (Harplinge 37:1)  | Hällristning                |              | Harplinge, Halland  |       | 56.742062, 12.739717 | 10145800370001 | Ladda upp en bild av detta fornminne |
| Harplinge 38:1                | Stenkrets                   |              | Harplinge, Halland  |       | 56.751342, 12.747762 | 10145800380001 | Ladda upp en bild av detta fornminne |
| Harplinge 39:1                | Gravfält                    |              | Harplinge, Halland  |       | 56.750260, 12.751054 | 10145800390001 | Ladda upp en bild av detta fornminne |
| Harplinge 40:1                | Hällristning                |              | Harplinge, Halland  |       | 56.750027, 12.749116 | 10145800400001 | Ladda upp en bild av detta fornminne |
| Harplinge 41:1                | Hällristning                |              | Harplinge, Halland  |       | 56.749118, 12.749325 | 10145800410001 | Ladda upp en bild av detta fornminne |
| Harplinge 42:1                | Hällristning                |              | Harplinge, Halland  |       | 56.749404, 12.751516 | 10145800420001 | Ladda upp en bild av detta fornminne |
| Harplinge 43:1                | Hällristning                |              | Harplinge, Halland  |       | 56.749843, 12.752403 | 10145800430001 | Ladda upp en bild av detta fornminne |
| Harplinge 44:1                | Hög                         |              | Harplinge, Halland  |       | 56.750077, 12.755921 | 10145800440001 | Ladda upp en bild av detta fornminne |
| Harplinge 46:1                | Hällristning                |              | Harplinge, Halland  |       | 56.750693, 12.752040 | 10145800460001 | Ladda upp en bild av detta fornminne |
| Harplinge 47:1                | Gravfält                    |              | Harplinge, Halland  |       | 56.750952, 12.753294 | 10145800470001 | Ladda upp en bild av detta fornminne |
| Harplinge 48:1                | Stenkammargrav              |              | Harplinge, Halland  |       | 56.750915, 12.769414 | 10145800480001 | Ladda upp en bild av detta fornminne |
| Harplinge 49:1                | Hällristning                |              | Harplinge, Halland  |       | 56.744775, 12.745014 | 10145800490001 | Ladda upp en bild av detta fornminne |
| Harplinge 52:1                | Hällristning                |              | Harplinge, Halland  |       | 56.746605, 12.749411 | 10145800520001 | Ladda upp en bild av detta fornminne |
| Harplinge 53:1                | Hällristning                |              | Harplinge, Halland  |       | 56.745368, 12.747645 | 10145800530001 | Ladda upp en bild av detta fornminne |
| Harplinge 80:1                | Hög                         |              | Harplinge, Halland  |       | 56.738707, 12.734275 | 10145800800001 | Ladda upp en bild av detta fornminne |
| Harplinge 95:1                | Stensättning                |              | Harplinge, Halland  |       | 56.756071, 12.743185 | 10145800950001 | Ladda upp en bild av detta fornminne |
| Harplinge 137:1               | Hällristning                |              | Harplinge, Halland  |       | 56.750513, 12.749833 | 10145801370001 | Ladda upp en bild av detta fornminne |
| Harplinge 150:1               | Grav markerad av sten/block |              | Harplinge, Halland  |       | 56.732326, 12.674379 | 10145801500001 | Ladda upp en bild av detta fornminne |
| Harplinge 151:1               | Gravfält                    |              | Harplinge, Halland  |       | 56.713758, 12.712845 | 10145801510001 | Ladda upp en bild av detta fornminne |
| Harplinge 159                 | Hög                         |              | Harplinge, Halland  |       | 56.770597, 12.664494 | 12000000011307 | Ladda upp en bild av detta fornminne |
| Harplinge 160                 | Hög                         |              | Harplinge, Halland  |       | 56.770807, 12.664586 | 12000000011309 | Ladda upp en bild av detta fornminne |

## Holm
| Namn                    | Lämningstyp                 | Tillkomsttid | Historisk indelning | Plats | Läge                 | ID-nr          | Bild                                      |
| ----------------------- | --------------------------- | ------------ | ------------------- | ----- | -------------------- | -------------- | ----------------------------------------- |
| Holm 2:1                | Hällristning                |              | Holm, Halland       |       | 56.738124, 12.855319 | 10146100020001 | Ladda upp en bild av detta fornminne      |
| Holm 3:1                | Hällristning                |              | Holm, Halland       |       | 56.737523, 12.856491 | 10146100030001 | Ladda upp en bild av detta fornminne      |
| Holm 5:1                | Hög                         |              | Holm, Halland       |       | 56.736387, 12.859213 | 10146100050001 | Ladda upp en bild av detta fornminne      |
| Holm 6:1                | Gravfält                    |              | Holm, Halland       |       | 56.737174, 12.857891 | 10146100060001 | Ladda upp en bild av detta fornminne      |
| Holm 8:1                | Hög                         |              | Holm, Halland       |       | 56.738495, 12.858273 | 10146100080001 | Ladda upp en bild av detta fornminne      |
| Holm 9:1                | Hög                         |              | Holm, Halland       |       | 56.735349, 12.861340 | 10146100090001 | Ladda upp en bild av detta fornminne      |
| Holm 10:1               | Hög                         |              | Holm, Halland       |       | 56.734568, 12.861799 | 10146100100001 | Ladda upp en bild av detta fornminne      |
| Holm 10:2               | Stensättning                |              | Holm, Halland       |       | 56.734691, 12.861114 | 10146100100002 | Ladda upp en bild av detta fornminne      |
| Holm 11:1               | Hög                         |              | Holm, Halland       |       | 56.742718, 12.854394 | 10146100110001 | Ladda upp en bild av detta fornminne      |
| Holm 12:1               | Hög                         |              | Holm, Halland       |       | 56.743958, 12.853263 | 10146100120001 | Ladda upp en bild av detta fornminne      |
| Holm 12:2               | Hög                         |              | Holm, Halland       |       | 56.743837, 12.853402 | 10146100120002 | Ladda upp en bild av detta fornminne      |
| Holm 12:3               | Stensättning                |              | Holm, Halland       |       | 56.743730, 12.853646 | 10146100120003 | Ladda upp en bild av detta fornminne      |
| Holm 13:1               | Hög                         |              | Holm, Halland       |       | 56.744589, 12.852608 | 10146100130001 | Ladda upp en bild av detta fornminne      |
| Leverkullen (Holm 14:1) | Hög                         |              | Holm, Halland       |       | 56.745562, 12.851117 | 10146100140001 | Ladda upp en bild av detta fornminne      |
| Holm 15:1               | Hög                         |              | Holm, Halland       |       | 56.745411, 12.852812 | 10146100150001 | Ladda upp en bild av detta fornminne      |
| Holm 16:1               | Hög                         |              | Holm, Halland       |       | 56.745122, 12.857108 | 10146100160001 | Ladda upp en bild av detta fornminne      |
| Holm 17:1               | Hög                         |              | Holm, Halland       |       | 56.746473, 12.853764 | 10146100170001 | Ladda upp en bild av detta fornminne      |
| Holm 19:1               | Hällristning                |              | Holm, Halland       |       | 56.739745, 12.850402 | 10146100190001 | Ladda upp en bild av detta fornminne      |
| Holm 19:2               | Hällristning                |              | Holm, Halland       |       | 56.739385, 12.850779 | 10146100190002 | Ladda upp en bild av detta fornminne      |
| Holm 21:1               | Röse                        |              | Holm, Halland       |       | 56.748273, 12.888286 | 10146100210001 | Ladda upp en bild av detta fornminne      |
| Holm 21:2               | Stensättning                |              | Holm, Halland       |       | 56.748288, 12.888517 | 10146100210002 | Ladda upp en bild av detta fornminne      |
| Kullarna (Holm 23:1)    | Hög                         |              | Holm, Halland       |       | 56.750935, 12.853840 | 10146100230001 | Ladda upp en bild av detta fornminne      |
| Kullarna (Holm 23:2)    | Hög                         |              | Holm, Halland       |       | 56.750402, 12.853970 | 10146100230002 | Ladda upp en bild av detta fornminne      |
| Holm 28:1               | Hällristning                |              | Holm, Halland       |       | 56.755092, 12.833380 | 10146100280001 | Ladda upp en bild av detta fornminne      |
| Holm 28:2               | Hällristning                |              | Holm, Halland       |       | 56.755092, 12.833380 | 10146100280002 | Ladda upp en bild av detta fornminne      |
| Holm 29:1               | Hög                         |              | Holm, Halland       |       | 56.755997, 12.841665 | 10146100290001 | Ladda upp en bild av detta fornminne      |
| Holm 29:2               | Stensättning                |              | Holm, Halland       |       | 56.756003, 12.841416 | 10146100290002 | Ladda upp en bild av detta fornminne      |
| Holm 30:1               | Grav markerad av sten/block |              | Holm, Halland       |       | 56.755742, 12.841896 | 10146100300001 | Ladda upp en bild av detta fornminne      |
| Holm 31:1               | Stensättning                |              | Holm, Halland       |       | 56.756492, 12.842763 | 10146100310001 | Ladda upp en bild av detta fornminne      |
| Holm 32:1               | Stenkammargrav              |              | Holm, Halland       |       | 56.756516, 12.838948 | 10146100320001 | Ladda upp en till bild av detta fornminne |
| Holm 33:1               | Hällristning                |              | Holm, Halland       |       | 56.752497, 12.899899 | 10146100330001 | Ladda upp en bild av detta fornminne      |
| Holm 34:1               | Hällristning                |              | Holm, Halland       |       | 56.752597, 12.900205 | 10146100340001 | Ladda upp en bild av detta fornminne      |
| Holm 35:1               | Hällristning                |              | Holm, Halland       |       | 56.751891, 12.903664 | 10146100350001 | Ladda upp en bild av detta fornminne      |
| Holm 35:2               | Hällristning                |              | Holm, Halland       |       | 56.751794, 12.903445 | 10146100350002 | Ladda upp en bild av detta fornminne      |
| Holm 37:1               | Röse                        |              | Holm, Halland       |       | 56.750747, 12.891427 | 10146100370001 | Ladda upp en bild av detta fornminne      |
| Holm 39:1               | Stensättning                |              | Holm, Halland       |       | 56.754032, 12.884165 | 10146100390001 | Ladda upp en bild av detta fornminne      |
| Holm 39:2               | Stensättning                |              | Holm, Halland       |       | 56.754045, 12.883898 | 10146100390002 | Ladda upp en bild av detta fornminne      |
| Holm 40:2               | Stensättning                |              | Holm, Halland       |       | 56.755471, 12.883073 | 10146100400002 | Ladda upp en bild av detta fornminne      |
| Holm 41:1               | Hög                         |              | Holm, Halland       |       | 56.742517, 12.870956 | 10146100410001 | Ladda upp en bild av detta fornminne      |
| Holm 42:1               | Hög                         |              | Holm, Halland       |       | 56.742971, 12.875377 | 10146100420001 | Ladda upp en bild av detta fornminne      |
| Holm 42:2               | Hög                         |              | Holm, Halland       |       | 56.742568, 12.875039 | 10146100420002 | Ladda upp en bild av detta fornminne      |
| Holm 43:1               | Stensättning                |              | Holm, Halland       |       | 56.743598, 12.874962 | 10146100430001 | Ladda upp en bild av detta fornminne      |
| Holm 43:2               | Stensättning                |              | Holm, Halland       |       | 56.743369, 12.874784 | 10146100430002 | Ladda upp en bild av detta fornminne      |
| Holm 44:1               | Hög                         |              | Holm, Halland       |       | 56.744497, 12.874682 | 10146100440001 | Ladda upp en bild av detta fornminne      |
| Holm 45:1               | Hög                         |              | Holm, Halland       |       | 56.744145, 12.875974 | 10146100450001 | Ladda upp en bild av detta fornminne      |
| Holm 45:2               | Hög                         |              | Holm, Halland       |       | 56.744027, 12.875774 | 10146100450002 | Ladda upp en bild av detta fornminne      |
| Holm 45:3               | Hög                         |              | Holm, Halland       |       | 56.743973, 12.876114 | 10146100450003 | Ladda upp en bild av detta fornminne      |
| Holm 46:1               | Stensättning                |              | Holm, Halland       |       | 56.745385, 12.872863 | 10146100460001 | Ladda upp en bild av detta fornminne      |
| Holm 46:2               | Stensättning                |              | Holm, Halland       |       | 56.745312, 12.873063 | 10146100460002 | Ladda upp en bild av detta fornminne      |
| Holm 48:1               | Hög                         |              | Holm, Halland       |       | 56.741953, 12.874743 | 10146100480001 | Ladda upp en bild av detta fornminne      |
| Holm 48:2               | Grav markerad av sten/block |              | Holm, Halland       |       | 56.741645, 12.875565 | 10146100480002 | Ladda upp en bild av detta fornminne      |
| Holm 48:3               | Grav markerad av sten/block |              | Holm, Halland       |       | 56.741506, 12.875588 | 10146100480003 | Ladda upp en bild av detta fornminne      |
| Holm 48:4               | Grav markerad av sten/block |              | Holm, Halland       |       | 56.741571, 12.875670 | 10146100480004 | Ladda upp en bild av detta fornminne      |
| Holm 48:5               | Grav markerad av sten/block |              | Holm, Halland       |       | 56.741452, 12.875732 | 10146100480005 | Ladda upp en bild av detta fornminne      |
| Holm 50:1               | Hög                         |              | Holm, Halland       |       | 56.740316, 12.877713 | 10146100500001 | Ladda upp en bild av detta fornminne      |
| Holm 51:1               | Hög                         |              | Holm, Halland       |       | 56.743350, 12.880028 | 10146100510001 | Ladda upp en bild av detta fornminne      |
| Holm 54:1               | Stensättning                |              | Holm, Halland       |       | 56.756639, 12.831879 | 10146100540001 | Ladda upp en bild av detta fornminne      |
| Holm 55:1               | Hög                         |              | Holm, Halland       |       | 56.745568, 12.887725 | 10146100550001 | Ladda upp en bild av detta fornminne      |
| Holm 55:2               | Hög                         |              | Holm, Halland       |       | 56.745348, 12.887160 | 10146100550002 | Ladda upp en bild av detta fornminne      |
| Kyrkekulle (Holm 56:1)  | Stensättning                |              | Holm, Halland       |       | 56.747401, 12.894572 | 10146100560001 | Ladda upp en bild av detta fornminne      |
| Kyrkekulle (Holm 56:2)  | Stenkrets                   |              | Holm, Halland       |       | 56.747241, 12.894625 | 10146100560002 | Ladda upp en bild av detta fornminne      |
| Holm 57:1               | Gravfält                    |              | Holm, Halland       |       | 56.735541, 12.890393 | 10146100570001 | Ladda upp en bild av detta fornminne      |
| Holm 60:1               | Hög                         |              | Holm, Halland       |       | 56.740678, 12.884379 | 10146100600001 | Ladda upp en bild av detta fornminne      |
| Holm 62:1               | Hög                         |              | Holm, Halland       |       | 56.738921, 12.879753 | 10146100620001 | Ladda upp en bild av detta fornminne      |
| Holm 62:2               | Hög                         |              | Holm, Halland       |       | 56.738785, 12.879652 | 10146100620002 | Ladda upp en bild av detta fornminne      |
| Holm 62:3               | Stensättning                |              | Holm, Halland       |       | 56.738515, 12.879989 | 10146100620003 | Ladda upp en bild av detta fornminne      |
| Holm 62:4               | Stensättning                |              | Holm, Halland       |       | 56.738452, 12.880188 | 10146100620004 | Ladda upp en bild av detta fornminne      |
| Holm 63:1               | Stensättning                |              | Holm, Halland       |       | 56.724515, 12.873961 | 10146100630001 | Ladda upp en bild av detta fornminne      |
| Holm 64:1               | Stensättning                |              | Holm, Halland       |       | 56.723919, 12.875079 | 10146100640001 | Ladda upp en bild av detta fornminne      |
| Holm 64:2               | Stensättning                |              | Holm, Halland       |       | 56.723826, 12.875697 | 10146100640002 | Ladda upp en bild av detta fornminne      |
| Holm 65:1               | Stensättning                |              | Holm, Halland       |       | 56.725478, 12.878217 | 10146100650001 | Ladda upp en bild av detta fornminne      |
| Holm 65:2               | Stensättning                |              | Holm, Halland       |       | 56.725726, 12.877587 | 10146100650002 | Ladda upp en bild av detta fornminne      |
| Holm 65:3               | Hög                         |              | Holm, Halland       |       | 56.725358, 12.877255 | 10146100650003 | Ladda upp en bild av detta fornminne      |
| Holm 65:4               | Stensättning                |              | Holm, Halland       |       | 56.725345, 12.878716 | 10146100650004 | Ladda upp en bild av detta fornminne      |
| Holm 67:1               | Stensättning                |              | Holm, Halland       |       | 56.731537, 12.871287 | 10146100670001 | Ladda upp en bild av detta fornminne      |
| Holm 68:1               | Hög                         |              | Holm, Halland       |       | 56.731533, 12.865219 | 10146100680001 | Ladda upp en bild av detta fornminne      |
| Holm 69:1               | Hög                         |              | Holm, Halland       |       | 56.731479, 12.866271 | 10146100690001 | Ladda upp en bild av detta fornminne      |
| Holm 70:1               | Hällristning                |              | Holm, Halland       |       | 56.732625, 12.868720 | 10146100700001 | Ladda upp en bild av detta fornminne      |
| Holm 72:1               | Stensättning                |              | Holm, Halland       |       | 56.718560, 12.859792 | 10146100720001 | Ladda upp en bild av detta fornminne      |
| Holm 72:2               | Hällristning                |              | Holm, Halland       |       | 56.718560, 12.859792 | 10146100720002 | Ladda upp en bild av detta fornminne      |
| Holm 90:1               | Hög                         |              | Holm, Halland       |       | 56.752481, 12.845458 | 10146100900001 | Ladda upp en bild av detta fornminne      |
| Övraby 25:1             | Hög                         |              | Holm, Halland       |       | 56.733806, 12.893378 | 10152900250001 | Ladda upp en bild av detta fornminne      |

## Kvibille
| Namn                     | Lämningstyp                 | Tillkomsttid | Historisk indelning | Plats | Läge                 | ID-nr          | Bild                                      |
| ------------------------ | --------------------------- | ------------ | ------------------- | ----- | -------------------- | -------------- | ----------------------------------------- |
| Kvibille 2:1             | Gravfält                    |              | Kvibille, Halland   |       | 56.760410, 12.855071 | 10147100020001 | Ladda upp en bild av detta fornminne      |
| Kvibille 3:1             | Hög                         |              | Kvibille, Halland   |       | 56.759665, 12.854061 | 10147100030001 | Ladda upp en bild av detta fornminne      |
| Kvibille 3:3             | Hällristning                |              | Kvibille, Halland   |       | 56.759268, 12.854175 | 10147100030003 | Ladda upp en bild av detta fornminne      |
| Kvibille 4:1             | Hög                         |              | Kvibille, Halland   |       | 56.766036, 12.852349 | 10147100040001 | Ladda upp en bild av detta fornminne      |
| Kvibille 4:2             | Stensättning                |              | Kvibille, Halland   |       | 56.765883, 12.852092 | 10147100040002 | Ladda upp en bild av detta fornminne      |
| Kvibille 4:3             | Stensättning                |              | Kvibille, Halland   |       | 56.765720, 12.851973 | 10147100040003 | Ladda upp en bild av detta fornminne      |
| Kvibille 4:4             | Stensättning                |              | Kvibille, Halland   |       | 56.765433, 12.851906 | 10147100040004 | Ladda upp en bild av detta fornminne      |
| Kvibille 5:1             | Hög                         |              | Kvibille, Halland   |       | 56.765565, 12.850552 | 10147100050001 | Ladda upp en bild av detta fornminne      |
| Kvibille 6:1             | Gravfält                    |              | Kvibille, Halland   |       | 56.766837, 12.852161 | 10147100060001 | Ladda upp en bild av detta fornminne      |
| Kvibille 8:1             | Stensättning                |              | Kvibille, Halland   |       | 56.765112, 12.861268 | 10147100080001 | Ladda upp en bild av detta fornminne      |
| Kvibille 9:1             | Hög                         |              | Kvibille, Halland   |       | 56.763346, 12.856222 | 10147100090001 | Ladda upp en bild av detta fornminne      |
| Kvibille 9:2             | Stensättning                |              | Kvibille, Halland   |       | 56.763242, 12.856390 | 10147100090002 | Ladda upp en bild av detta fornminne      |
| Kvibille 9:3             | Stensättning                |              | Kvibille, Halland   |       | 56.763707, 12.856140 | 10147100090003 | Ladda upp en bild av detta fornminne      |
| Kvibille 10:1            | Stensättning                |              | Kvibille, Halland   |       | 56.777001, 12.844623 | 10147100100001 | Ladda upp en bild av detta fornminne      |
| Kvibille 11:1            | Hög                         |              | Kvibille, Halland   |       | 56.775601, 12.841903 | 10147100110001 | Ladda upp en bild av detta fornminne      |
| Kvibille 11:2            | Hög                         |              | Kvibille, Halland   |       | 56.775578, 12.841109 | 10147100110002 | Ladda upp en bild av detta fornminne      |
| Kvibille 11:3            | Hög                         |              | Kvibille, Halland   |       | 56.775345, 12.841460 | 10147100110003 | Ladda upp en bild av detta fornminne      |
| Kvibille 11:4            | Stensättning                |              | Kvibille, Halland   |       | 56.775243, 12.841016 | 10147100110004 | Ladda upp en bild av detta fornminne      |
| Kvibille 12:1            | Hög                         |              | Kvibille, Halland   |       | 56.747367, 12.864401 | 10147100120001 | Ladda upp en bild av detta fornminne      |
| Kvibille 14:1            | Gravfält                    |              | Kvibille, Halland   |       | 56.776489, 12.841369 | 10147100140001 | Ladda upp en bild av detta fornminne      |
| Kvibille 15:1            | Hög                         |              | Kvibille, Halland   |       | 56.778070, 12.841590 | 10147100150001 | Ladda upp en bild av detta fornminne      |
| Kvibille 15:2            | Hög                         |              | Kvibille, Halland   |       | 56.778001, 12.841982 | 10147100150002 | Ladda upp en bild av detta fornminne      |
| Kungshög (Kvibille 16:1) | Hög                         |              | Kvibille, Halland   |       | 56.778745, 12.842275 | 10147100160001 | Ladda upp en bild av detta fornminne      |
| Kungshög (Kvibille 16:2) | Hög                         |              | Kvibille, Halland   |       | 56.778543, 12.842325 | 10147100160002 | Ladda upp en bild av detta fornminne      |
| Kvibille 17:1            | Gravfält                    |              | Kvibille, Halland   |       | 56.777536, 12.839193 | 10147100170001 | Ladda upp en bild av detta fornminne      |
| Kvibille 18:1            | Hög                         |              | Kvibille, Halland   |       | 56.771473, 12.836461 | 10147100180001 | Ladda upp en bild av detta fornminne      |
| Kvibille 19:1            | Gravfält                    |              | Kvibille, Halland   |       | 56.770943, 12.834320 | 10147100190001 | Ladda upp en bild av detta fornminne      |
| Kvibille 21:1            | Hög                         |              | Kvibille, Halland   |       | 56.775523, 12.833444 | 10147100210001 | Ladda upp en bild av detta fornminne      |
| Kvibille 21:2            | Stensättning                |              | Kvibille, Halland   |       | 56.775286, 12.834042 | 10147100210002 | Ladda upp en bild av detta fornminne      |
| Kvibille 22:1            | Gravfält                    |              | Kvibille, Halland   |       | 56.765644, 12.853934 | 10147100220001 | Ladda upp en bild av detta fornminne      |
| Kvibille 24:1            | Hög                         |              | Kvibille, Halland   |       | 56.767378, 12.830898 | 10147100240001 | Ladda upp en bild av detta fornminne      |
| Kvibille 27:1            | Hög                         |              | Kvibille, Halland   |       | 56.775021, 12.825371 | 10147100270001 | Ladda upp en bild av detta fornminne      |
| Kvibille 28:1            | Hög                         |              | Kvibille, Halland   |       | 56.775740, 12.826103 | 10147100280001 | Ladda upp en bild av detta fornminne      |
| Kvibille 28:2            | Hög                         |              | Kvibille, Halland   |       | 56.775829, 12.826371 | 10147100280002 | Ladda upp en bild av detta fornminne      |
| Kvibille 29:1            | Hög                         |              | Kvibille, Halland   |       | 56.774965, 12.828359 | 10147100290001 | Ladda upp en bild av detta fornminne      |
| Kvibille 30:1            | Hög                         |              | Kvibille, Halland   |       | 56.770088, 12.823514 | 10147100300001 | Ladda upp en bild av detta fornminne      |
| Kvibille 31:1            | Runristning                 |              | Kvibille, Halland   |       | 56.784446, 12.833373 | 10147100310001 | Ladda upp en till bild av detta fornminne |
| Kvibille 35:1            | Hög                         |              | Kvibille, Halland   |       | 56.780868, 12.822383 | 10147100350001 | Ladda upp en bild av detta fornminne      |
| Kvibille 36:1            | Hög                         |              | Kvibille, Halland   |       | 56.778973, 12.821630 | 10147100360001 | Ladda upp en bild av detta fornminne      |
| Kvibille 36:2            | Hög                         |              | Kvibille, Halland   |       | 56.778803, 12.821597 | 10147100360002 | Ladda upp en bild av detta fornminne      |
| Kvibille 38:1            | Hög                         |              | Kvibille, Halland   |       | 56.787759, 12.827614 | 10147100380001 | Ladda upp en bild av detta fornminne      |
| Kvibille 39:1            | Stensättning                |              | Kvibille, Halland   |       | 56.790327, 12.828982 | 10147100390001 | Ladda upp en bild av detta fornminne      |
| Kvibille 40:1            | Hög                         |              | Kvibille, Halland   |       | 56.785087, 12.816557 | 10147100400001 | Ladda upp en bild av detta fornminne      |
| Kvibille 41:1            | Hög                         |              | Kvibille, Halland   |       | 56.781463, 12.814721 | 10147100410001 | Ladda upp en bild av detta fornminne      |
| Kvibille 42:1            | Hög                         |              | Kvibille, Halland   |       | 56.778240, 12.814061 | 10147100420001 | Ladda upp en bild av detta fornminne      |
| Kvibille 42:2            | Hög                         |              | Kvibille, Halland   |       | 56.777937, 12.813177 | 10147100420002 | Ladda upp en bild av detta fornminne      |
| Kvibille 43:1            | Hög                         |              | Kvibille, Halland   |       | 56.784129, 12.812975 | 10147100430001 | Ladda upp en bild av detta fornminne      |
| Kvibille 44:1            | Hög                         |              | Kvibille, Halland   |       | 56.784916, 12.812393 | 10147100440001 | Ladda upp en bild av detta fornminne      |
| Kvibille 45:1            | Hög                         |              | Kvibille, Halland   |       | 56.777911, 12.822307 | 10147100450001 | Ladda upp en bild av detta fornminne      |
| Kvibille 46:1            | Hög                         |              | Kvibille, Halland   |       | 56.776692, 12.802998 | 10147100460001 | Ladda upp en bild av detta fornminne      |
| Kvibille 47:1            | Hög                         |              | Kvibille, Halland   |       | 56.776437, 12.801529 | 10147100470001 | Ladda upp en bild av detta fornminne      |
| Kvibille 48:1            | Grav markerad av sten/block |              | Kvibille, Halland   |       | 56.810839, 12.856339 | 10147100480001 | Ladda upp en bild av detta fornminne      |
| Kvibille 48:2            | Grav markerad av sten/block |              | Kvibille, Halland   |       | 56.810793, 12.856486 | 10147100480002 | Ladda upp en bild av detta fornminne      |
| Kvibille 49:1            | Hög                         |              | Kvibille, Halland   |       | 56.803180, 12.847838 | 10147100490001 | Ladda upp en bild av detta fornminne      |
| Kvibille 50:1            | Hög                         |              | Kvibille, Halland   |       | 56.796486, 12.849336 | 10147100500001 | Ladda upp en bild av detta fornminne      |
| Kvibille 51:1            | Stensättning                |              | Kvibille, Halland   |       | 56.790594, 12.845757 | 10147100510001 | Ladda upp en bild av detta fornminne      |
| Kvibille 62:1            | Stensättning                |              | Kvibille, Halland   |       | 56.790213, 12.817607 | 10147100620001 | Ladda upp en bild av detta fornminne      |
| Kvibille 63:1            | Hög                         |              | Kvibille, Halland   |       | 56.776370, 12.811827 | 10147100630001 | Ladda upp en bild av detta fornminne      |
| Kvibille 88:1            | Stensättning                |              | Kvibille, Halland   |       | 56.776779, 12.838122 | 10147100880001 | Ladda upp en bild av detta fornminne      |
| Kvibille 136:1           | Grav- och boplatsområde     |              | Kvibille, Halland   |       | 56.763601, 12.858614 | 10147101360001 | Ladda upp en bild av detta fornminne      |
| Kvibille 138             | Kyrka/kapell                |              | Kvibille, Halland   |       | 56.784716, 12.833116 | 12000000103408 | Ladda upp en bild av detta fornminne      |
| Holm 25:1                | Hög                         |              | Kvibille, Halland   |       | 56.753872, 12.846037 | 10146100250001 | Ladda upp en bild av detta fornminne      |
| Holm 25:2                | Hög                         |              | Kvibille, Halland   |       | 56.753869, 12.845670 | 10146100250002 | Ladda upp en bild av detta fornminne      |

## Rävinge
| Namn         | Lämningstyp  | Tillkomsttid | Historisk indelning | Plats | Läge                 | ID-nr          | Bild                                 |
| ------------ | ------------ | ------------ | ------------------- | ----- | -------------------- | -------------- | ------------------------------------ |
| Rävinge 1:1  | Hällristning |              | Rävinge, Halland    |       | 56.790059, 12.747214 | 10148600010001 | Ladda upp en bild av detta fornminne |
| Rävinge 1:2  | Hällristning |              | Rävinge, Halland    |       | 56.789992, 12.747137 | 10148600010002 | Ladda upp en bild av detta fornminne |
| Rävinge 2:1  | Hällristning |              | Rävinge, Halland    |       | 56.790610, 12.747216 | 10148600020001 | Ladda upp en bild av detta fornminne |
| Rävinge 3:1  | Hög          |              | Rävinge, Halland    |       | 56.790434, 12.753501 | 10148600030001 | Ladda upp en bild av detta fornminne |
| Rävinge 3:2  | Hög          |              | Rävinge, Halland    |       | 56.790246, 12.753540 | 10148600030002 | Ladda upp en bild av detta fornminne |
| Rävinge 4:1  | Hällristning |              | Rävinge, Halland    |       | 56.788972, 12.755450 | 10148600040001 | Ladda upp en bild av detta fornminne |
| Rävinge 4:2  | Hällristning |              | Rävinge, Halland    |       | 56.788972, 12.755450 | 10148600040002 | Ladda upp en bild av detta fornminne |
| Rävinge 5:1  | Hällristning |              | Rävinge, Halland    |       | 56.792756, 12.743251 | 10148600050001 | Ladda upp en bild av detta fornminne |
| Rävinge 5:2  | Hällristning |              | Rävinge, Halland    |       | 56.792660, 12.743497 | 10148600050002 | Ladda upp en bild av detta fornminne |
| Rävinge 6:1  | Hög          |              | Rävinge, Halland    |       | 56.793683, 12.743702 | 10148600060001 | Ladda upp en bild av detta fornminne |
| Rävinge 7:1  | Hög          |              | Rävinge, Halland    |       | 56.794150, 12.744482 | 10148600070001 | Ladda upp en bild av detta fornminne |
| Rävinge 8:1  | Hällristning |              | Rävinge, Halland    |       | 56.797444, 12.748263 | 10148600080001 | Ladda upp en bild av detta fornminne |
| Rävinge 9:1  | Hällristning |              | Rävinge, Halland    |       | 56.797016, 12.746939 | 10148600090001 | Ladda upp en bild av detta fornminne |
| Rävinge 10:1 | Hällristning |              | Rävinge, Halland    |       | 56.795941, 12.744923 | 10148600100001 | Ladda upp en bild av detta fornminne |
| Rävinge 11:1 | Hög          |              | Rävinge, Halland    |       | 56.792197, 12.756089 | 10148600110001 | Ladda upp en bild av detta fornminne |
| Rävinge 12:1 | Hög          |              | Rävinge, Halland    |       | 56.784571, 12.745076 | 10148600120001 | Ladda upp en bild av detta fornminne |
| Rävinge 12:2 | Hällristning |              | Rävinge, Halland    |       | 56.784568, 12.745236 | 10148600120002 | Ladda upp en bild av detta fornminne |
| Rävinge 13:1 | Gravfält     |              | Rävinge, Halland    |       | 56.784977, 12.753022 | 10148600130001 | Ladda upp en bild av detta fornminne |
| Rävinge 14:1 | Hällristning |              | Rävinge, Halland    |       | 56.794880, 12.760566 | 10148600140001 | Ladda upp en bild av detta fornminne |
| Rävinge 23:1 | Hällristning |              | Rävinge, Halland    |       | 56.796432, 12.747650 | 10148600230001 | Ladda upp en bild av detta fornminne |

## Slättåkra
| Namn                         | Lämningstyp                 | Tillkomsttid | Historisk indelning | Plats | Läge                 | ID-nr          | Bild                                 |
| ---------------------------- | --------------------------- | ------------ | ------------------- | ----- | -------------------- | -------------- | ------------------------------------ |
| Slättåkra 3:1                | Stensättning                |              | Slättåkra, Halland  |       | 56.863163, 12.873351 | 10149200030001 | Ladda upp en bild av detta fornminne |
| Slättåkra 4:1                | Stensättning                |              | Slättåkra, Halland  |       | 56.845324, 12.871692 | 10149200040001 | Ladda upp en bild av detta fornminne |
| Slättåkra 5:1                | Stenkrets                   |              | Slättåkra, Halland  |       | 56.837463, 12.882973 | 10149200050001 | Ladda upp en bild av detta fornminne |
| Slättåkra 5:2                | Stensättning                |              | Slättåkra, Halland  |       | 56.837396, 12.883422 | 10149200050002 | Ladda upp en bild av detta fornminne |
| Slättåkra 5:3                | Stensättning                |              | Slättåkra, Halland  |       | 56.837359, 12.882783 | 10149200050003 | Ladda upp en bild av detta fornminne |
| Slättåkra 6:1                | Stensättning                |              | Slättåkra, Halland  |       | 56.836944, 12.882251 | 10149200060001 | Ladda upp en bild av detta fornminne |
| Slättåkra 6:2                | Stensättning                |              | Slättåkra, Halland  |       | 56.837020, 12.882109 | 10149200060002 | Ladda upp en bild av detta fornminne |
| Slättåkra 7:1                | Stensättning                |              | Slättåkra, Halland  |       | 56.835391, 12.883925 | 10149200070001 | Ladda upp en bild av detta fornminne |
| Slättåkra 8:1                | Gravfält                    |              | Slättåkra, Halland  |       | 56.833263, 12.878834 | 10149200080001 | Ladda upp en bild av detta fornminne |
| Slättåkra 9:1                | Grav markerad av sten/block |              | Slättåkra, Halland  |       | 56.831951, 12.876612 | 10149200090001 | Ladda upp en bild av detta fornminne |
| Slättåkra 11:1               | Stensättning                |              | Slättåkra, Halland  |       | 56.819606, 12.876605 | 10149200110001 | Ladda upp en bild av detta fornminne |
| Slättåkra 13:1               | Stensättning                |              | Slättåkra, Halland  |       | 56.851192, 12.862351 | 10149200130001 | Ladda upp en bild av detta fornminne |
| Trollbacken (Slättåkra 14:1) | Hög                         |              | Slättåkra, Halland  |       | 56.850994, 12.864023 | 10149200140001 | Ladda upp en bild av detta fornminne |
| Trollbacken (Slättåkra 14:2) | Hög                         |              | Slättåkra, Halland  |       | 56.850954, 12.864239 | 10149200140002 | Ladda upp en bild av detta fornminne |
| Trollbacken (Slättåkra 14:3) | Stenkrets                   |              | Slättåkra, Halland  |       | 56.851070, 12.864188 | 10149200140003 | Ladda upp en bild av detta fornminne |
| Slättåkra 16:1               | Stensättning                |              | Slättåkra, Halland  |       | 56.836309, 12.869274 | 10149200160001 | Ladda upp en bild av detta fornminne |
| Slättåkra 17:1               | Stensättning                |              | Slättåkra, Halland  |       | 56.824884, 12.870283 | 10149200170001 | Ladda upp en bild av detta fornminne |
| Åkeshög (Slättåkra 18:1)     | Stensättning                |              | Slättåkra, Halland  |       | 56.810126, 12.864529 | 10149200180001 | Ladda upp en bild av detta fornminne |
| Slättåkra 21:1               | Hög                         |              | Slättåkra, Halland  |       | 56.824385, 12.885645 | 10149200210001 | Ladda upp en bild av detta fornminne |
| Slättåkra 27:1               | Stensättning                |              | Slättåkra, Halland  |       | 56.887239, 12.879559 | 10149200270001 | Ladda upp en bild av detta fornminne |
| Slättåkra 67:1               | Stensättning                |              | Slättåkra, Halland  |       | 56.823691, 12.868268 | 10149200670001 | Ladda upp en bild av detta fornminne |
| Slättåkra 67:2               | Stensättning                |              | Slättåkra, Halland  |       | 56.823704, 12.868496 | 10149200670002 | Ladda upp en bild av detta fornminne |
| Slättåkra 67:3               | Stensättning                |              | Slättåkra, Halland  |       | 56.823655, 12.868692 | 10149200670003 | Ladda upp en bild av detta fornminne |
| Slättåkra 68:1               | Stensättning                |              | Slättåkra, Halland  |       | 56.836617, 12.894295 | 10149200680001 | Ladda upp en bild av detta fornminne |

## Snöstorp
| Namn                           | Lämningstyp                 | Tillkomsttid | Historisk indelning | Plats | Läge                 | ID-nr          | Bild                                      |
| ------------------------------ | --------------------------- | ------------ | ------------------- | ----- | -------------------- | -------------- | ----------------------------------------- |
| Store Kulle (Snöstorp 1:1)     | Hög                         |              | Snöstorp, Halland   |       | 56.680345, 12.924416 | 10149400010001 | Ladda upp en bild av detta fornminne      |
| Reste stenar (Snöstorp 2:1)    | Gravfält                    |              | Snöstorp, Halland   |       | 56.679281, 12.924220 | 10149400020001 | Ladda upp en bild av detta fornminne      |
| Snöstorp 3:1                   | Hög                         |              | Snöstorp, Halland   |       | 56.680187, 12.929343 | 10149400030001 | Ladda upp en bild av detta fornminne      |
| Högesten (Snöstorp 6:1)        | Grav markerad av sten/block |              | Snöstorp, Halland   |       | 56.674567, 12.922426 | 10149400060001 | Ladda upp en bild av detta fornminne      |
| Högesten (Snöstorp 6:2)        | Grav markerad av sten/block |              | Snöstorp, Halland   |       | 56.674952, 12.922649 | 10149400060002 | Ladda upp en bild av detta fornminne      |
| Högesten (Snöstorp 6:3)        | Grav markerad av sten/block |              | Snöstorp, Halland   |       | 56.675087, 12.922755 | 10149400060003 | Ladda upp en bild av detta fornminne      |
| Högesten (Snöstorp 6:4)        | Grav markerad av sten/block |              | Snöstorp, Halland   |       | 56.675167, 12.922440 | 10149400060004 | Ladda upp en bild av detta fornminne      |
| Högesten (Snöstorp 6:5)        | Grav markerad av sten/block |              | Snöstorp, Halland   |       | 56.675374, 12.923000 | 10149400060005 | Ladda upp en bild av detta fornminne      |
| Högesten (Snöstorp 6:6)        | Grav markerad av sten/block |              | Snöstorp, Halland   |       | 56.675649, 12.923120 | 10149400060006 | Ladda upp en bild av detta fornminne      |
| Högesten (Snöstorp 6:7)        | Grav markerad av sten/block |              | Snöstorp, Halland   |       | 56.676113, 12.923682 | 10149400060007 | Ladda upp en bild av detta fornminne      |
| Snöstorp 7:1                   | Hög                         |              | Snöstorp, Halland   |       | 56.673251, 12.921397 | 10149400070001 | Ladda upp en bild av detta fornminne      |
| Snöstorp 8:1                   | Hög                         |              | Snöstorp, Halland   |       | 56.680040, 12.934042 | 10149400080001 | Ladda upp en bild av detta fornminne      |
| Snöstorp 9:1                   | Stensättning                |              | Snöstorp, Halland   |       | 56.676167, 12.932799 | 10149400090001 | Ladda upp en bild av detta fornminne      |
| Snöstorp 11:1                  | Hög                         |              | Snöstorp, Halland   |       | 56.693902, 12.944345 | 10149400110001 | Ladda upp en bild av detta fornminne      |
| Snöstorp 12:1                  | Hög                         |              | Snöstorp, Halland   |       | 56.691419, 12.946283 | 10149400120001 | Ladda upp en bild av detta fornminne      |
| Snöstorp 13:1                  | Hög                         |              | Snöstorp, Halland   |       | 56.690905, 12.946342 | 10149400130001 | Ladda upp en bild av detta fornminne      |
| Snöstorp 14:1                  | Hög                         |              | Snöstorp, Halland   |       | 56.690069, 12.946235 | 10149400140001 | Ladda upp en bild av detta fornminne      |
| Krutkullen (Snöstorp 15:1)     | Hög                         |              | Snöstorp, Halland   |       | 56.686869, 12.942877 | 10149400150001 | Ladda upp en bild av detta fornminne      |
| Snöstorp 16:1                  | Hög                         |              | Snöstorp, Halland   |       | 56.688622, 12.944338 | 10149400160001 | Ladda upp en bild av detta fornminne      |
| Snöstorp 17:1                  | Hög                         |              | Snöstorp, Halland   |       | 56.691481, 12.954661 | 10149400170001 | Ladda upp en bild av detta fornminne      |
| Snöstorp 18:1                  | Hög                         |              | Snöstorp, Halland   |       | 56.691014, 12.953763 | 10149400180001 | Ladda upp en bild av detta fornminne      |
| Snöstorp 19:1                  | Hög                         |              | Snöstorp, Halland   |       | 56.690422, 12.953967 | 10149400190001 | Ladda upp en bild av detta fornminne      |
| Snöstorp 22:1                  | Hög                         |              | Snöstorp, Halland   |       | 56.698152, 12.950016 | 10149400220001 | Ladda upp en bild av detta fornminne      |
| Snöstorp 23:1                  | Hög                         |              | Snöstorp, Halland   |       | 56.698269, 12.948640 | 10149400230001 | Ladda upp en bild av detta fornminne      |
| Snöstorp 24:1                  | Hög                         |              | Snöstorp, Halland   |       | 56.691095, 12.965155 | 10149400240001 | Ladda upp en bild av detta fornminne      |
| Snöstorp 24:2                  | Hög                         |              | Snöstorp, Halland   |       | 56.691015, 12.965367 | 10149400240002 | Ladda upp en bild av detta fornminne      |
| Snöstorp 25:1                  | Hög                         |              | Snöstorp, Halland   |       | 56.688761, 12.966625 | 10149400250001 | Ladda upp en bild av detta fornminne      |
| Stjernehög (Snöstorp 26:1)     | Hög                         |              | Snöstorp, Halland   |       | 56.689609, 12.966308 | 10149400260001 | Ladda upp en bild av detta fornminne      |
| Stjernehög (Snöstorp 26:2)     | Hög                         |              | Snöstorp, Halland   |       | 56.689357, 12.966415 | 10149400260002 | Ladda upp en bild av detta fornminne      |
| Snöstorp 27:1                  | Hög                         |              | Snöstorp, Halland   |       | 56.639523, 12.922279 | 10149400270001 | Ladda upp en bild av detta fornminne      |
| Tolarpsgriften (Snöstorp 31:1) | Stenkammargrav              |              | Snöstorp, Halland   |       | 56.689656, 13.002855 | 10149400310001 | Ladda upp en till bild av detta fornminne |
| Snöstorp 32:1                  | Hög                         |              | Snöstorp, Halland   |       | 56.688240, 13.012816 | 10149400320001 | Ladda upp en bild av detta fornminne      |
| Snöstorp 33:1                  | Stensättning                |              | Snöstorp, Halland   |       | 56.692181, 13.051478 | 10149400330001 | Ladda upp en bild av detta fornminne      |
| Snöstorp 35:1                  | Gravfält                    |              | Snöstorp, Halland   |       | 56.682083, 12.972877 | 10149400350001 | Ladda upp en bild av detta fornminne      |
| Snöstorp 37:1                  | Hög                         |              | Snöstorp, Halland   |       | 56.690971, 12.938248 | 10149400370001 | Ladda upp en bild av detta fornminne      |
| Snöstorp 37:2                  | Hög                         |              | Snöstorp, Halland   |       | 56.690911, 12.937749 | 10149400370002 | Ladda upp en bild av detta fornminne      |
| Snöstorp 38:1                  | Hög                         |              | Snöstorp, Halland   |       | 56.694503, 12.943396 | 10149400380001 | Ladda upp en bild av detta fornminne      |
| Snöstorp 38:2                  | Hög                         |              | Snöstorp, Halland   |       | 56.694757, 12.943484 | 10149400380002 | Ladda upp en bild av detta fornminne      |
| Snöstorp 38:3                  | Stensättning                |              | Snöstorp, Halland   |       | 56.694966, 12.943043 | 10149400380003 | Ladda upp en bild av detta fornminne      |
| Snöstorp 39:1                  | Stensättning                |              | Snöstorp, Halland   |       | 56.681496, 12.960189 | 10149400390001 | Ladda upp en bild av detta fornminne      |
| Gullhög (Snöstorp 40:1)        | Hög                         |              | Snöstorp, Halland   |       | 56.676648, 12.953439 | 10149400400001 | Ladda upp en bild av detta fornminne      |
| Snöstorp 41:1                  | Hög                         |              | Snöstorp, Halland   |       | 56.675078, 12.946210 | 10149400410001 | Ladda upp en bild av detta fornminne      |
| Snöstorp 41:2                  | Stensättning                |              | Snöstorp, Halland   |       | 56.674939, 12.946457 | 10149400410002 | Ladda upp en bild av detta fornminne      |
| Snöstorp 42:1                  | Hög                         |              | Snöstorp, Halland   |       | 56.675000, 12.950072 | 10149400420001 | Ladda upp en bild av detta fornminne      |
| Snöstorp 42:2                  | Stensättning                |              | Snöstorp, Halland   |       | 56.675178, 12.949651 | 10149400420002 | Ladda upp en bild av detta fornminne      |
| Snöstorp 42:3                  | Stensättning                |              | Snöstorp, Halland   |       | 56.675304, 12.949473 | 10149400420003 | Ladda upp en bild av detta fornminne      |
| Snöstorp 45:1                  | Hög                         |              | Snöstorp, Halland   |       | 56.684539, 12.946965 | 10149400450001 | Ladda upp en bild av detta fornminne      |
| Snöstorp 46:1                  | Hög                         |              | Snöstorp, Halland   |       | 56.682374, 12.947057 | 10149400460001 | Ladda upp en bild av detta fornminne      |
| Snöstorp 47:1                  | Hög                         |              | Snöstorp, Halland   |       | 56.679410, 12.945069 | 10149400470001 | Ladda upp en bild av detta fornminne      |
| Snöstorp 47:2                  | Hög                         |              | Snöstorp, Halland   |       | 56.679302, 12.944606 | 10149400470002 | Ladda upp en bild av detta fornminne      |
| Snöstorp 47:3                  | Hög                         |              | Snöstorp, Halland   |       | 56.679444, 12.945417 | 10149400470003 | Ladda upp en bild av detta fornminne      |
| Snöstorp 58:1                  | Hög                         |              | Snöstorp, Halland   |       | 56.688648, 12.945803 | 10149400580001 | Ladda upp en bild av detta fornminne      |
| Snöstorp 67:1                  | Hög                         |              | Snöstorp, Halland   |       | 56.670619, 12.965258 | 10149400670001 | Ladda upp en bild av detta fornminne      |
| Snöstorp 89:1                  | Hög                         |              | Snöstorp, Halland   |       | 56.697242, 12.954914 | 10149400890001 | Ladda upp en bild av detta fornminne      |
| Snöstorp 95:1                  | Hög                         |              | Snöstorp, Halland   |       | 56.673301, 12.908078 | 10149400950001 | Ladda upp en bild av detta fornminne      |
| Snöstorp 107                   | Kyrka/kapell                |              | Snöstorp, Halland   |       | 56.670050, 12.913558 | 12000000002461 | Ladda upp en bild av detta fornminne      |

## Steninge
| Namn                       | Lämningstyp                 | Tillkomsttid | Historisk indelning | Plats | Läge                 | ID-nr          | Bild                                 |
| -------------------------- | --------------------------- | ------------ | ------------------- | ----- | -------------------- | -------------- | ------------------------------------ |
| Höjesten (Steninge 1:1)    | Grav markerad av sten/block |              | Steninge, Halland   |       | 56.767097, 12.640263 | 10149800010001 | Ladda upp en bild av detta fornminne |
| Vårtoppen (Steninge 2:1)   | Röse                        |              | Steninge, Halland   |       | 56.769894, 12.636568 | 10149800020001 | Ladda upp en bild av detta fornminne |
| Steninge 3:1               | Stensättning                |              | Steninge, Halland   |       | 56.772766, 12.637155 | 10149800030001 | Ladda upp en bild av detta fornminne |
| Steninge 5:1               | Grav markerad av sten/block |              | Steninge, Halland   |       | 56.769324, 12.629160 | 10149800050001 | Ladda upp en bild av detta fornminne |
| Skatekullen (Steninge 6:1) | Stensättning                |              | Steninge, Halland   |       | 56.771253, 12.622105 | 10149800060001 | Ladda upp en bild av detta fornminne |
| Steninge 7:1               | Stensättning                |              | Steninge, Halland   |       | 56.768276, 12.630968 | 10149800070001 | Ladda upp en bild av detta fornminne |
| Steninge 8:1               | Röse                        |              | Steninge, Halland   |       | 56.771851, 12.662049 | 10149800080001 | Ladda upp en bild av detta fornminne |
| Steninge 11:1              | Röse                        |              | Steninge, Halland   |       | 56.772907, 12.658010 | 10149800110001 | Ladda upp en bild av detta fornminne |
| Steninge 12:1              | Röse                        |              | Steninge, Halland   |       | 56.772106, 12.657741 | 10149800120001 | Ladda upp en bild av detta fornminne |
| Steninge 12:2              | Röse                        |              | Steninge, Halland   |       | 56.772051, 12.658256 | 10149800120002 | Ladda upp en bild av detta fornminne |
| Steninge 12:3              | Stensättning                |              | Steninge, Halland   |       | 56.771742, 12.658021 | 10149800120003 | Ladda upp en bild av detta fornminne |
| Steninge 12:4              | Stensättning                |              | Steninge, Halland   |       | 56.771767, 12.657368 | 10149800120004 | Ladda upp en bild av detta fornminne |
| Steninge 13:1              | Röse                        |              | Steninge, Halland   |       | 56.776917, 12.665325 | 10149800130001 | Ladda upp en bild av detta fornminne |
| Steninge 13:2              | Stensättning                |              | Steninge, Halland   |       | 56.776797, 12.665193 | 10149800130002 | Ladda upp en bild av detta fornminne |
| Steninge 13:3              | Stensättning                |              | Steninge, Halland   |       | 56.776708, 12.665063 | 10149800130003 | Ladda upp en bild av detta fornminne |
| Steninge 14:1              | Röse                        |              | Steninge, Halland   |       | 56.776402, 12.664638 | 10149800140001 | Ladda upp en bild av detta fornminne |
| Steninge 14:2              | Stensättning                |              | Steninge, Halland   |       | 56.776224, 12.664402 | 10149800140002 | Ladda upp en bild av detta fornminne |
| Steninge 14:3              | Stensättning                |              | Steninge, Halland   |       | 56.776108, 12.664215 | 10149800140003 | Ladda upp en bild av detta fornminne |
| Steninge 16:1              | Grav markerad av sten/block |              | Steninge, Halland   |       | 56.762696, 12.633569 | 10149800160001 | Ladda upp en bild av detta fornminne |
| Steninge 16:2              | Grav markerad av sten/block |              | Steninge, Halland   |       | 56.762731, 12.633694 | 10149800160002 | Ladda upp en bild av detta fornminne |
| Steninge 16:3              | Grav markerad av sten/block |              | Steninge, Halland   |       | 56.762740, 12.633799 | 10149800160003 | Ladda upp en bild av detta fornminne |
| Steninge 19:1              | Stenkammargrav              |              | Steninge, Halland   |       | 56.783868, 12.679995 | 10149800190001 | Ladda upp en bild av detta fornminne |
| Steninge 32:1              | Stensättning                |              | Steninge, Halland   |       | 56.777347, 12.665692 | 10149800320001 | Ladda upp en bild av detta fornminne |

## Söndrum
| Namn                          | Lämningstyp                 | Tillkomsttid | Historisk indelning | Plats | Läge                 | ID-nr          | Bild                                      |
| ----------------------------- | --------------------------- | ------------ | ------------------- | ----- | -------------------- | -------------- | ----------------------------------------- |
| Söndrum 1:1                   | Hög                         |              | Söndrum, Halland    |       | 56.669012, 12.800743 | 10150300010001 | Ladda upp en bild av detta fornminne      |
| Söndrum 2:1                   | Hög                         |              | Söndrum, Halland    |       | 56.669803, 12.805100 | 10150300020001 | Ladda upp en bild av detta fornminne      |
| Ekekullen (Söndrum 3:1)       | Hög                         |              | Söndrum, Halland    |       | 56.664949, 12.811585 | 10150300030001 | Ladda upp en bild av detta fornminne      |
| Ekekullen (Söndrum 3:2)       | Hög                         |              | Söndrum, Halland    |       | 56.664841, 12.811996 | 10150300030002 | Ladda upp en bild av detta fornminne      |
| Ekekullen (Söndrum 3:3)       | Hög                         |              | Söndrum, Halland    |       | 56.664842, 12.812289 | 10150300030003 | Ladda upp en bild av detta fornminne      |
| Svantehögen (Söndrum 4:1)     | Hög                         |              | Söndrum, Halland    |       | 56.664755, 12.809427 | 10150300040001 | Ladda upp en bild av detta fornminne      |
| Söndrum 5:1                   | Gravfält                    |              | Söndrum, Halland    |       | 56.667580, 12.787343 | 10150300050001 | Ladda upp en bild av detta fornminne      |
| Söndrum 7:1                   | Stensättning                |              | Söndrum, Halland    |       | 56.663710, 12.790459 | 10150300070001 | Ladda upp en bild av detta fornminne      |
| Söndrum 8:1                   | Stensättning                |              | Söndrum, Halland    |       | 56.660789, 12.794987 | 10150300080001 | Ladda upp en bild av detta fornminne      |
| Söndrum 8:2                   | Stensättning                |              | Söndrum, Halland    |       | 56.660685, 12.794877 | 10150300080002 | Ladda upp en bild av detta fornminne      |
| Söndrum 9:1                   | Stensättning                |              | Söndrum, Halland    |       | 56.659199, 12.792695 | 10150300090001 | Ladda upp en bild av detta fornminne      |
| Söndrum 10:1                  | Stensättning                |              | Söndrum, Halland    |       | 56.651161, 12.780183 | 10150300100001 | Ladda upp en bild av detta fornminne      |
| Söndrum 13:1                  | Hög                         |              | Söndrum, Halland    |       | 56.653662, 12.782540 | 10150300130001 | Ladda upp en bild av detta fornminne      |
| Söndrum 14:1                  | Stensättning                |              | Söndrum, Halland    |       | 56.645000, 12.778719 | 10150300140001 | Ladda upp en bild av detta fornminne      |
| Söndrum 15:1                  | Stensättning                |              | Söndrum, Halland    |       | 56.642130, 12.783636 | 10150300150001 | Ladda upp en bild av detta fornminne      |
| Söndrum 17:1                  | Gravfält                    |              | Söndrum, Halland    |       | 56.643646, 12.776345 | 10150300170001 | Ladda upp en bild av detta fornminne      |
| Spritkullen (Söndrum 18:1)    | Hög                         |              | Söndrum, Halland    |       | 56.644684, 12.774825 | 10150300180001 | Ladda upp en bild av detta fornminne      |
| Spritkullen (Söndrum 18:2)    | Hög                         |              | Söndrum, Halland    |       | 56.644508, 12.775063 | 10150300180002 | Ladda upp en till bild av detta fornminne |
| Söndrum 22:1                  | Stenkammargrav              |              | Söndrum, Halland    |       | 56.649379, 12.762997 | 10150300220001 | Ladda upp en bild av detta fornminne      |
| Söndrum 22:2                  | Hög                         |              | Söndrum, Halland    |       | 56.649127, 12.763736 | 10150300220002 | Ladda upp en bild av detta fornminne      |
| Söndrum 22:3                  | Stenkammargrav              |              | Söndrum, Halland    |       | 56.649052, 12.763901 | 10150300220003 | Ladda upp en bild av detta fornminne      |
| Söndrum 24:1                  | Stensättning                |              | Söndrum, Halland    |       | 56.646392, 12.731050 | 10150300240001 | Ladda upp en bild av detta fornminne      |
| Söndrum 25:1                  | Röse                        |              | Söndrum, Halland    |       | 56.642024, 12.729461 | 10150300250001 | Ladda upp en bild av detta fornminne      |
| Söndrum 25:2                  | Röse                        |              | Söndrum, Halland    |       | 56.641717, 12.729761 | 10150300250002 | Ladda upp en bild av detta fornminne      |
| Söndrum 25:3                  | Röse                        |              | Söndrum, Halland    |       | 56.641613, 12.729660 | 10150300250003 | Ladda upp en bild av detta fornminne      |
| Söndrum 26:1                  | Stensättning                |              | Söndrum, Halland    |       | 56.642504, 12.738478 | 10150300260001 | Ladda upp en bild av detta fornminne      |
| Söndrum 27:1                  | Stensättning                |              | Söndrum, Halland    |       | 56.667247, 12.744955 | 10150300270001 | Ladda upp en bild av detta fornminne      |
| Söndrum 28:1                  | Stenkammargrav              |              | Söndrum, Halland    |       | 56.666072, 12.748845 | 10150300280001 | Ladda upp en bild av detta fornminne      |
| Söndrum 29:1                  | Stensättning                |              | Söndrum, Halland    |       | 56.658476, 12.775341 | 10150300290001 | Ladda upp en bild av detta fornminne      |
| Söndrum 32:1                  | Stensättning                |              | Söndrum, Halland    |       | 56.663519, 12.778489 | 10150300320001 | Ladda upp en bild av detta fornminne      |
| Söndrum 32:2                  | Stensättning                |              | Söndrum, Halland    |       | 56.663725, 12.779201 | 10150300320002 | Ladda upp en bild av detta fornminne      |
| Komlestenen (Söndrum 33:1)    | Hög                         |              | Söndrum, Halland    |       | 56.670795, 12.781295 | 10150300330001 | Ladda upp en bild av detta fornminne      |
| Komlestenen (Söndrum 33:2)    | Grav markerad av sten/block |              | Söndrum, Halland    |       | 56.670816, 12.780799 | 10150300330002 | Ladda upp en bild av detta fornminne      |
| Söndrum 34:1                  | Stensättning                |              | Söndrum, Halland    |       | 56.665426, 12.770704 | 10150300340001 | Ladda upp en bild av detta fornminne      |
| Söndrum 34:2                  | Stensättning                |              | Söndrum, Halland    |       | 56.665582, 12.770718 | 10150300340002 | Ladda upp en bild av detta fornminne      |
| Söndrum 34:4                  | Stensättning                |              | Söndrum, Halland    |       | 56.665240, 12.770717 | 10150300340004 | Ladda upp en bild av detta fornminne      |
| Söndrum 35:1                  | Stensättning                |              | Söndrum, Halland    |       | 56.664370, 12.771522 | 10150300350001 | Ladda upp en bild av detta fornminne      |
| Söndrum 36:1                  | Stensättning                |              | Söndrum, Halland    |       | 56.666078, 12.770563 | 10150300360001 | Ladda upp en bild av detta fornminne      |
| Söndrum 37:1                  | Stensättning                |              | Söndrum, Halland    |       | 56.667020, 12.769373 | 10150300370001 | Ladda upp en bild av detta fornminne      |
| Söndrum 37:2                  | Stensättning                |              | Söndrum, Halland    |       | 56.666768, 12.769358 | 10150300370002 | Ladda upp en bild av detta fornminne      |
| Söndrum 37:3                  | Stensättning                |              | Söndrum, Halland    |       | 56.666704, 12.769694 | 10150300370003 | Ladda upp en bild av detta fornminne      |
| Söndrum 39:1                  | Stensättning                |              | Söndrum, Halland    |       | 56.683201, 12.764042 | 10150300390001 | Ladda upp en bild av detta fornminne      |
| Söndrum 39:2                  | Stensättning                |              | Söndrum, Halland    |       | 56.683310, 12.763839 | 10150300390002 | Ladda upp en bild av detta fornminne      |
| Söndrum 43:1                  | Begravningsplats            |              | Söndrum, Halland    |       | 56.689080, 12.754840 | 10150300430001 | Ladda upp en bild av detta fornminne      |
| Söndrum 43:2                  | Minnesmärke                 |              | Söndrum, Halland    |       | 56.689061, 12.755003 | 10150300430002 | Ladda upp en bild av detta fornminne      |
| Söndrum 44:1                  | Stenkammargrav              |              | Söndrum, Halland    |       | 56.693019, 12.753773 | 10150300440001 | Ladda upp en bild av detta fornminne      |
| Tylajungfrun (Söndrum 45:1)   | Stensättning                |              | Söndrum, Halland    |       | 56.648154, 12.711316 | 10150300450001 | Ladda upp en bild av detta fornminne      |
| Tylajungfrun (Söndrum 45:2)   | Röse                        |              | Söndrum, Halland    |       | 56.647999, 12.712491 | 10150300450002 | Ladda upp en bild av detta fornminne      |
| Tylajungfrun (Söndrum 45:3)   | Röse                        |              | Söndrum, Halland    |       | 56.647758, 12.712575 | 10150300450003 | Ladda upp en bild av detta fornminne      |
| Tylajungfrun (Söndrum 45:4)   | Röse                        |              | Söndrum, Halland    |       | 56.647460, 12.712720 | 10150300450004 | Ladda upp en bild av detta fornminne      |
| Tylajungfrun (Söndrum 45:5)   | Grav markerad av sten/block |              | Söndrum, Halland    |       | 56.647214, 12.712916 | 10150300450005 | Ladda upp en bild av detta fornminne      |
| Tylajungfrun (Söndrum 45:6)   | Stensättning                |              | Söndrum, Halland    |       | 56.647287, 12.713129 | 10150300450006 | Ladda upp en bild av detta fornminne      |
| Söndrum 46:1                  | Stensättning                |              | Söndrum, Halland    |       | 56.689113, 12.737678 | 10150300460001 | Ladda upp en bild av detta fornminne      |
| Kung Ägirs hög (Söndrum 48:1) | Hög                         |              | Söndrum, Halland    |       | 56.688246, 12.734750 | 10150300480001 | Ladda upp en bild av detta fornminne      |
| Söndrum 50:1                  | Stensättning                |              | Söndrum, Halland    |       | 56.690713, 12.723394 | 10150300500001 | Ladda upp en bild av detta fornminne      |
| Söndrum 50:3                  | Stensättning                |              | Söndrum, Halland    |       | 56.690325, 12.723124 | 10150300500003 | Ladda upp en bild av detta fornminne      |
| Söndrum 51:1                  | Stensättning                |              | Söndrum, Halland    |       | 56.689414, 12.724862 | 10150300510001 | Ladda upp en bild av detta fornminne      |
| Söndrum 51:2                  | Stensättning                |              | Söndrum, Halland    |       | 56.689190, 12.725197 | 10150300510002 | Ladda upp en bild av detta fornminne      |
| Söndrum 52:1                  | Stensättning                |              | Söndrum, Halland    |       | 56.698068, 12.723367 | 10150300520001 | Ladda upp en bild av detta fornminne      |
| Söndrum 54:1                  | Stensättning                |              | Söndrum, Halland    |       | 56.693108, 12.723851 | 10150300540001 | Ladda upp en bild av detta fornminne      |
| Söndrum 56:1                  | Hällristning                |              | Söndrum, Halland    |       | 56.683333, 12.754998 | 10150300560001 | Ladda upp en bild av detta fornminne      |
| Söndrum 57:1                  | Hällristning                |              | Söndrum, Halland    |       | 56.666257, 12.797598 | 10150300570001 | Ladda upp en bild av detta fornminne      |
| Söndrum 60:1                  | Hällristning                |              | Söndrum, Halland    |       | 56.665901, 12.790970 | 10150300600001 | Ladda upp en bild av detta fornminne      |
| Söndrum 60:2                  | Hällristning                |              | Söndrum, Halland    |       | 56.665901, 12.790970 | 10150300600002 | Ladda upp en bild av detta fornminne      |
| Söndrum 60:3                  | Hällristning                |              | Söndrum, Halland    |       | 56.665993, 12.791074 | 10150300600003 | Ladda upp en bild av detta fornminne      |
| Söndrum 62:1                  | Hög                         |              | Söndrum, Halland    |       | 56.668201, 12.751054 | 10150300620001 | Ladda upp en bild av detta fornminne      |
| Söndrum 66:1                  | Stensättning                |              | Söndrum, Halland    |       | 56.646903, 12.743325 | 10150300660001 | Ladda upp en bild av detta fornminne      |
| Söndrum 74:1                  | Grav markerad av sten/block |              | Söndrum, Halland    |       | 56.688246, 12.757915 | 10150300740001 | Ladda upp en bild av detta fornminne      |
| Söndrum 85:1                  | Stensättning                |              | Söndrum, Halland    |       | 56.687913, 12.727326 | 10150300850001 | Ladda upp en bild av detta fornminne      |
| Söndrum 91:1                  | Stensättning                |              | Söndrum, Halland    |       | 56.690436, 12.732022 | 10150300910001 | Ladda upp en bild av detta fornminne      |
| Söndrum 91:2                  | Stensättning                |              | Söndrum, Halland    |       | 56.690181, 12.731803 | 10150300910002 | Ladda upp en bild av detta fornminne      |
| Söndrum 106                   | Grav- och boplatsområde     |              | Söndrum, Halland    |       | 56.664637, 12.768516 | 12000000106329 | Ladda upp en bild av detta fornminne      |
| Söndrum 108                   | Grav- och boplatsområde     |              | Söndrum, Halland    |       | 56.665689, 12.772913 | 12000000106331 | Ladda upp en bild av detta fornminne      |

## Trönninge
| Namn                           | Lämningstyp  | Tillkomsttid | Historisk indelning | Plats | Läge                 | ID-nr          | Bild                                      |
| ------------------------------ | ------------ | ------------ | ------------------- | ----- | -------------------- | -------------- | ----------------------------------------- |
| Trönninge 1:1                  | Hällristning |              | Trönninge, Halland  |       | 56.605762, 12.963413 | 10150800010001 | Ladda upp en bild av detta fornminne      |
| Trönninge 2:1                  | Hällristning |              | Trönninge, Halland  |       | 56.605489, 12.964573 | 10150800020001 | Ladda upp en bild av detta fornminne      |
| Trönninge 4:1                  | Hög          |              | Trönninge, Halland  |       | 56.605950, 12.935564 | 10150800040001 | Ladda upp en bild av detta fornminne      |
| Trönninge 4:2                  | Hög          |              | Trönninge, Halland  |       | 56.605946, 12.935819 | 10150800040002 | Ladda upp en bild av detta fornminne      |
| Trönninge 6:1                  | Hög          |              | Trönninge, Halland  |       | 56.604566, 12.919801 | 10150800060001 | Ladda upp en bild av detta fornminne      |
| Trönninge 7:1                  | Hög          |              | Trönninge, Halland  |       | 56.604499, 12.918407 | 10150800070001 | Ladda upp en bild av detta fornminne      |
| Ormadalskullen (Trönninge 8:1) | Hög          |              | Trönninge, Halland  |       | 56.598193, 12.926375 | 10150800080001 | Ladda upp en bild av detta fornminne      |
| Sänke hög (Trönninge 9:1)      | Gravfält     |              | Trönninge, Halland  |       | 56.600087, 12.918053 | 10150800090001 | Ladda upp en till bild av detta fornminne |
| Trönninge 20:1                 | Hög          |              | Trönninge, Halland  |       | 56.596606, 12.929078 | 10150800200001 | Ladda upp en bild av detta fornminne      |
| Trönninge 20:2                 | Hög          |              | Trönninge, Halland  |       | 56.596624, 12.928898 | 10150800200002 | Ladda upp en bild av detta fornminne      |
| Trönninge 20:3                 | Hög          |              | Trönninge, Halland  |       | 56.596691, 12.928766 | 10150800200003 | Ladda upp en bild av detta fornminne      |

## Tönnersjö
| Namn                           | Lämningstyp  | Tillkomsttid | Historisk indelning | Plats | Läge                 | ID-nr          | Bild                                 |
| ------------------------------ | ------------ | ------------ | ------------------- | ----- | -------------------- | -------------- | ------------------------------------ |
| Tönnersjö 4:1                  | Hög          |              | Tönnersjö, Halland  |       | 56.634961, 13.043490 | 10151100040001 | Ladda upp en bild av detta fornminne |
| Tönnersjö 5:1                  | Stensättning |              | Tönnersjö, Halland  |       | 56.637888, 13.039538 | 10151100050001 | Ladda upp en bild av detta fornminne |
| Tönnersjö 6:1                  | Hög          |              | Tönnersjö, Halland  |       | 56.633070, 13.039874 | 10151100060001 | Ladda upp en bild av detta fornminne |
| Tönnersjö 7:1                  | Hög          |              | Tönnersjö, Halland  |       | 56.630719, 13.042825 | 10151100070001 | Ladda upp en bild av detta fornminne |
| Tönnersjö 8:1                  | Hög          |              | Tönnersjö, Halland  |       | 56.628771, 13.047543 | 10151100080001 | Ladda upp en bild av detta fornminne |
| Tönnersjö 9:1                  | Hög          |              | Tönnersjö, Halland  |       | 56.634390, 13.047475 | 10151100090001 | Ladda upp en bild av detta fornminne |
| Tönnersjö 9:2                  | Hög          |              | Tönnersjö, Halland  |       | 56.634589, 13.048222 | 10151100090002 | Ladda upp en bild av detta fornminne |
| Tönnersjö 10:1                 | Hög          |              | Tönnersjö, Halland  |       | 56.630457, 13.068121 | 10151100100001 | Ladda upp en bild av detta fornminne |
| Pjukesten (Tönnersjö 11:1)     | Hög          |              | Tönnersjö, Halland  |       | 56.627184, 13.062709 | 10151100110001 | Ladda upp en bild av detta fornminne |
| Pjukesten (Tönnersjö 11:2)     | Stensättning |              | Tönnersjö, Halland  |       | 56.627199, 13.062408 | 10151100110002 | Ladda upp en bild av detta fornminne |
| Pjukesten (Tönnersjö 11:3)     | Stensättning |              | Tönnersjö, Halland  |       | 56.627394, 13.062266 | 10151100110003 | Ladda upp en bild av detta fornminne |
| Tönnersjö 12:1                 | Hög          |              | Tönnersjö, Halland  |       | 56.624718, 13.061748 | 10151100120001 | Ladda upp en bild av detta fornminne |
| Boarpa ringar (Tönnersjö 13:1) | Stenkrets    |              | Tönnersjö, Halland  |       | 56.621540, 13.063029 | 10151100130001 | Ladda upp en bild av detta fornminne |
| Boarpa ringar (Tönnersjö 13:2) | Stenkrets    |              | Tönnersjö, Halland  |       | 56.621640, 13.063131 | 10151100130002 | Ladda upp en bild av detta fornminne |
| Lärkehög (Tönnersjö 14:1)      | Hög          |              | Tönnersjö, Halland  |       | 56.618611, 13.061353 | 10151100140001 | Ladda upp en bild av detta fornminne |
| Tönnersjö 18:1                 | Stensättning |              | Tönnersjö, Halland  |       | 56.636962, 13.057921 | 10151100180001 | Ladda upp en bild av detta fornminne |
| Tönnersjö 18:2                 | Stensättning |              | Tönnersjö, Halland  |       | 56.637032, 13.058246 | 10151100180002 | Ladda upp en bild av detta fornminne |
| Tönnersjö 20:1                 | Hällristning |              | Tönnersjö, Halland  |       | 56.617247, 13.059036 | 10151100200001 | Ladda upp en bild av detta fornminne |
| Tönnersjö 21:1                 | Hög          |              | Tönnersjö, Halland  |       | 56.613307, 13.060607 | 10151100210001 | Ladda upp en bild av detta fornminne |
| Tönnersjö 21:2                 | Stensättning |              | Tönnersjö, Halland  |       | 56.613388, 13.060399 | 10151100210002 | Ladda upp en bild av detta fornminne |
| Tönnersjö 21:3                 | Stensättning |              | Tönnersjö, Halland  |       | 56.613510, 13.060478 | 10151100210003 | Ladda upp en bild av detta fornminne |
| Tönnersjö 22:1                 | Stensättning |              | Tönnersjö, Halland  |       | 56.614268, 13.060137 | 10151100220001 | Ladda upp en bild av detta fornminne |
| Tönnersjö 22:2                 | Stensättning |              | Tönnersjö, Halland  |       | 56.614175, 13.060083 | 10151100220002 | Ladda upp en bild av detta fornminne |
| Tönnersjö 30:1                 | Hög          |              | Tönnersjö, Halland  |       | 56.601531, 13.035891 | 10151100300001 | Ladda upp en bild av detta fornminne |
| Tönnersjö 30:2                 | Hög          |              | Tönnersjö, Halland  |       | 56.601539, 13.036831 | 10151100300002 | Ladda upp en bild av detta fornminne |
| Tönnersjö 35:1                 | Stensättning |              | Tönnersjö, Halland  |       | 56.626186, 13.036652 | 10151100350001 | Ladda upp en bild av detta fornminne |
| Tönnersjö 36:1                 | Hög          |              | Tönnersjö, Halland  |       | 56.625228, 13.043104 | 10151100360001 | Ladda upp en bild av detta fornminne |
| Tönnersjö 36:2                 | Hög          |              | Tönnersjö, Halland  |       | 56.625240, 13.043461 | 10151100360002 | Ladda upp en bild av detta fornminne |
| Tönnersjö 36:3                 | Hög          |              | Tönnersjö, Halland  |       | 56.625273, 13.043886 | 10151100360003 | Ladda upp en bild av detta fornminne |
| Tönnersjö 37:1                 | Hög          |              | Tönnersjö, Halland  |       | 56.620629, 13.029070 | 10151100370001 | Ladda upp en bild av detta fornminne |
| Tönnersjö 38:1                 | Hög          |              | Tönnersjö, Halland  |       | 56.622681, 13.031035 | 10151100380001 | Ladda upp en bild av detta fornminne |
| Tönnersjö 41:1                 | Hög          |              | Tönnersjö, Halland  |       | 56.622065, 13.019105 | 10151100410001 | Ladda upp en bild av detta fornminne |
| Tönnersjö 41:2                 | Hög          |              | Tönnersjö, Halland  |       | 56.622126, 13.018463 | 10151100410002 | Ladda upp en bild av detta fornminne |
| Tönnersjö 51                   | Hög          |              | Tönnersjö, Halland  |       | 56.628048, 13.045191 | 12000000011308 | Ladda upp en bild av detta fornminne |
| Möllerör (Eldsberga 35:1)      | Röse         |              | Tönnersjö, Halland  |       | 56.654808, 13.008475 | 10143900350001 | Ladda upp en bild av detta fornminne |

## Vapnö
| Namn                   | Lämningstyp         | Tillkomsttid | Historisk indelning | Plats | Läge                 | ID-nr          | Bild                                      |
| ---------------------- | ------------------- | ------------ | ------------------- | ----- | -------------------- | -------------- | ----------------------------------------- |
| Skälms hög (Vapnö 1:1) | Hög                 |              | Vapnö, Halland      |       | 56.694525, 12.830089 | 10151500010001 | Ladda upp en bild av detta fornminne      |
| Vapnö 6:1              | Runristning         |              | Vapnö, Halland      |       | 56.712838, 12.840763 | 10151500060001 | Ladda upp en till bild av detta fornminne |
| Vapnö 28:1             | Lägenhetsbebyggelse |              | Vapnö, Halland      |       | 56.691093, 12.842248 | 10151500280001 | Ladda upp en bild av detta fornminne      |

## Övraby
| Namn                        | Lämningstyp                 | Tillkomsttid | Historisk indelning | Plats | Läge                 | ID-nr          | Bild                                      |
| --------------------------- | --------------------------- | ------------ | ------------------- | ----- | -------------------- | -------------- | ----------------------------------------- |
| Övraby 2:1                  | Hög                         |              | Övraby, Halland     |       | 56.706117, 12.884930 | 10152900020001 | Ladda upp en bild av detta fornminne      |
| Övraby 2:2                  | Hög                         |              | Övraby, Halland     |       | 56.706139, 12.885717 | 10152900020002 | Ladda upp en bild av detta fornminne      |
| Övraby 3:1                  | Hög                         |              | Övraby, Halland     |       | 56.705284, 12.886678 | 10152900030001 | Ladda upp en bild av detta fornminne      |
| Övraby 3:2                  | Stensättning                |              | Övraby, Halland     |       | 56.705460, 12.886405 | 10152900030002 | Ladda upp en bild av detta fornminne      |
| Övraby 4:1                  | Hög                         |              | Övraby, Halland     |       | 56.704569, 12.867001 | 10152900040001 | Ladda upp en bild av detta fornminne      |
| Övraby 4:2                  | Stensättning                |              | Övraby, Halland     |       | 56.704747, 12.867132 | 10152900040002 | Ladda upp en bild av detta fornminne      |
| Ivars kulle (Övraby 5:1)    | Hög                         |              | Övraby, Halland     |       | 56.710716, 12.894405 | 10152900050001 | Ladda upp en till bild av detta fornminne |
| Övraby 6:1                  | Hög                         |              | Övraby, Halland     |       | 56.714790, 12.897267 | 10152900060001 | Ladda upp en bild av detta fornminne      |
| Övraby 6:2                  | Hög                         |              | Övraby, Halland     |       | 56.714550, 12.897563 | 10152900060002 | Ladda upp en bild av detta fornminne      |
| Övraby 7:1                  | Stensättning                |              | Övraby, Halland     |       | 56.704907, 12.887526 | 10152900070001 | Ladda upp en bild av detta fornminne      |
| Tallrikakullen (Övraby 9:1) | Gravfält                    |              | Övraby, Halland     |       | 56.710708, 12.907381 | 10152900090001 | Ladda upp en bild av detta fornminne      |
| Övraby 10:1                 | Stensättning                |              | Övraby, Halland     |       | 56.714498, 12.925352 | 10152900100001 | Ladda upp en bild av detta fornminne      |
| Övraby 12:1                 | Hög                         |              | Övraby, Halland     |       | 56.716024, 12.908502 | 10152900120001 | Ladda upp en bild av detta fornminne      |
| Ullhöj (Övraby 14:1)        | Hög                         |              | Övraby, Halland     |       | 56.719968, 12.913849 | 10152900140001 | Ladda upp en bild av detta fornminne      |
| Övraby 15:1                 | Hög                         |              | Övraby, Halland     |       | 56.722763, 12.916274 | 10152900150001 | Ladda upp en bild av detta fornminne      |
| Övraby 15:2                 | Hög                         |              | Övraby, Halland     |       | 56.722777, 12.915741 | 10152900150002 | Ladda upp en bild av detta fornminne      |
| Övraby 15:3                 | Grav markerad av sten/block |              | Övraby, Halland     |       | 56.722553, 12.915667 | 10152900150003 | Ladda upp en bild av detta fornminne      |
| Övraby 16:1                 | Hög                         |              | Övraby, Halland     |       | 56.730290, 12.938425 | 10152900160001 | Ladda upp en bild av detta fornminne      |
| Övraby 17:1                 | Hög                         |              | Övraby, Halland     |       | 56.731078, 12.938992 | 10152900170001 | Ladda upp en bild av detta fornminne      |
| Övraby 19:1                 | Hög                         |              | Övraby, Halland     |       | 56.733714, 12.912176 | 10152900190001 | Ladda upp en bild av detta fornminne      |
| Övraby 20:1                 | Hög                         |              | Övraby, Halland     |       | 56.728471, 12.887754 | 10152900200001 | Ladda upp en bild av detta fornminne      |
| Övraby 20:2                 | Hög                         |              | Övraby, Halland     |       | 56.727969, 12.887779 | 10152900200002 | Ladda upp en bild av detta fornminne      |
| Övraby 21:2                 | Stensättning                |              | Övraby, Halland     |       | 56.736310, 12.909766 | 10152900210002 | Ladda upp en bild av detta fornminne      |
| Övraby 21:3                 | Stensättning                |              | Övraby, Halland     |       | 56.736180, 12.909557 | 10152900210003 | Ladda upp en bild av detta fornminne      |
| Övraby 21:4                 | Hög                         |              | Övraby, Halland     |       | 56.736116, 12.909393 | 10152900210004 | Ladda upp en bild av detta fornminne      |
| Rishög (Övraby 23:1)        | Hög                         |              | Övraby, Halland     |       | 56.720439, 12.899572 | 10152900230001 | Ladda upp en bild av detta fornminne      |
| Rishög (Övraby 23:2)        | Hög                         |              | Övraby, Halland     |       | 56.720677, 12.899260 | 10152900230002 | Ladda upp en bild av detta fornminne      |
| Övraby 48:1                 | Grav markerad av sten/block |              | Övraby, Halland     |       | 56.722226, 12.916267 | 10152900480001 | Ladda upp en bild av detta fornminne      |
| Övraby 48:2                 | Grav markerad av sten/block |              | Övraby, Halland     |       | 56.722305, 12.916391 | 10152900480002 | Ladda upp en bild av detta fornminne      |
| Övraby 53:1                 | Stensättning                |              | Övraby, Halland     |       | 56.724203, 12.924386 | 10152900530001 | Ladda upp en bild av detta fornminne      |
| Övraby 54:1                 | Hög                         |              | Övraby, Halland     |       | 56.723585, 12.926545 | 10152900540001 | Ladda upp en bild av detta fornminne      |
| Övraby 55:1                 | Hög                         |              | Övraby, Halland     |       | 56.724214, 12.926911 | 10152900550001 | Ladda upp en bild av detta fornminne      |
| Övraby 57:1                 | Stensättning                |              | Övraby, Halland     |       | 56.723849, 12.927876 | 10152900570001 | Ladda upp en bild av detta fornminne      |
| Övraby 59:1                 | Stensättning                |              | Övraby, Halland     |       | 56.735567, 12.908675 | 10152900590001 | Ladda upp en bild av detta fornminne      |
| Övraby 59:2                 | Stensättning                |              | Övraby, Halland     |       | 56.735433, 12.908710 | 10152900590002 | Ladda upp en bild av detta fornminne      |
| Övraby 59:3                 | Stensättning                |              | Övraby, Halland     |       | 56.735699, 12.909096 | 10152900590003 | Ladda upp en bild av detta fornminne      |
| Övraby 60:1                 | Stensättning                |              | Övraby, Halland     |       | 56.735049, 12.907785 | 10152900600001 | Ladda upp en bild av detta fornminne      |
| Övraby 62:1                 | Gravfält                    |              | Övraby, Halland     |       | 56.736682, 12.911552 | 10152900620001 | Ladda upp en bild av detta fornminne      |
| Övraby 63:1                 | Stensättning                |              | Övraby, Halland     |       | 56.736825, 12.906845 | 10152900630001 | Ladda upp en bild av detta fornminne      |
| Övraby 66:1                 | Stensättning                |              | Övraby, Halland     |       | 56.712086, 12.905894 | 10152900660001 | Ladda upp en bild av detta fornminne      |
| Övraby 66:2                 | Stensättning                |              | Övraby, Halland     |       | 56.712345, 12.905434 | 10152900660002 | Ladda upp en bild av detta fornminne      |
| Övraby 66:3                 | Stensättning                |              | Övraby, Halland     |       | 56.712526, 12.905265 | 10152900660003 | Ladda upp en bild av detta fornminne      |
| Övraby 79                   | Stensättning                |              | Övraby, Halland     |       | 56.719781, 12.895791 | 12000000011310 | Ladda upp en bild av detta fornminne      |
| Övraby 80                   | Hög                         |              | Övraby, Halland     |       | 56.733651, 12.901428 | 12000000045692 | Ladda upp en bild av detta fornminne      |
| Övraby 81                   | Hög                         |              | Övraby, Halland     |       | 56.734131, 12.903393 | 12000000045693 | Ladda upp en bild av detta fornminne      |
| Övraby 83                   | Grav- och boplatsområde     |              | Övraby, Halland     |       | 56.720489, 12.893567 | 12000000078731 | Ladda upp en bild av detta fornminne      |
| Övraby 85                   | Hög                         |              | Övraby, Halland     |       | 56.727454, 12.892334 | 12000000081446 | Ladda upp en bild av detta fornminne      |
| Övraby 87                   | Grav- och boplatsområde     |              | Övraby, Halland     |       | 56.724039, 12.888575 | 12000000135862 | Ladda upp en bild av detta fornminne      |